# Pierre Bonny
Vous lisez un « article de qualité » labellisé en 2015.
Pour les articles homonymes, voir Bonny.

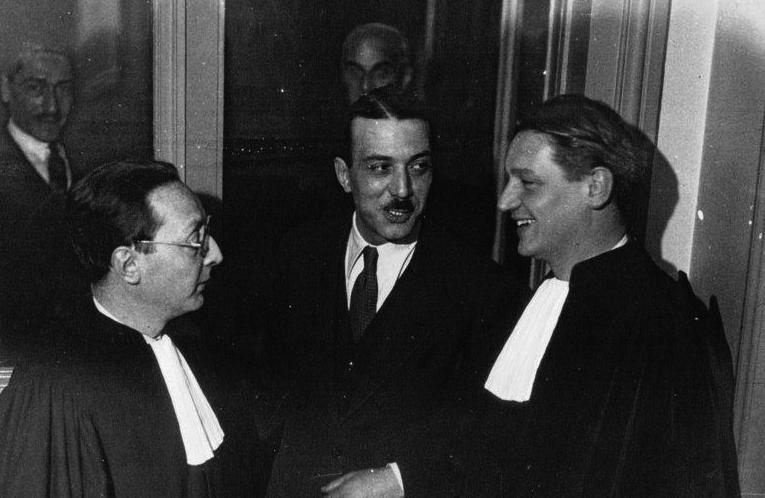
Affaires Seznec, Hanau, Oustric, Stavisky… L'entre-deux-guerres a laissé en France le souvenir de nombreuses « affaires ». Une étonnante coïncidence, relevée par Guy Penaud, fait de Me Lamour (ici à droite aux côtés de Bonny) tout à la fois le défenseur de la cause de Guillaume Seznec lors de la demande de révision de 1932… et celui de Bonny, le supposé manipulateur de l'affaire Seznec, en 1934-1935.

Pierre Bonny, né le 25 janvier 1895 à Bordeaux et fusillé le 27 décembre 1944 à Arcueil, au fort de Montrouge lors de l'épuration, est un policier français devenu célèbre durant l'entre-deux-guerres, au sein de la Sûreté générale : son nom est d'abord associé à de retentissantes affaires criminelles et politico-financières, dont beaucoup ont été oubliées depuis tandis que d'autres, telles les affaires Seznec, Stavisky et Prince, ont marqué les mémoires.
Révoqué de la police en 1935 et condamné pour corruption, mêlé au démantèlement de la Cagoule en 1937, il réapparaît en 1942 sous l'Occupation, où il est l'un des responsables de la Gestapo française de la rue Lauriston. Outre le souvenir accablant d'un traître et collaborateur sans scrupules, il incarne couramment la figure d'un homme corrompu, exécuteur supposé des basses œuvres du régime.

## Origines
Né le 25 janvier 1895, Pierre Bonny est fils d'agriculteurs du Bordelais. Après ses études secondaires à Bordeaux, il est brièvement employé de bureau dans une succursale de l'entreprise Peugeot, puis à la Compagnie générale transatlantique. Mobilisé en décembre 1915, il est fait prisonnier en septembre 1916 dans la Somme à Vermandovillers et passe la plus grande partie de la guerre en captivité. Rapatrié en 1918, il est affecté comme secrétaire à l'état-major de la région militaire de Bordeaux, avec le grade de caporal.

## Les débuts dans la police (1920-1927)

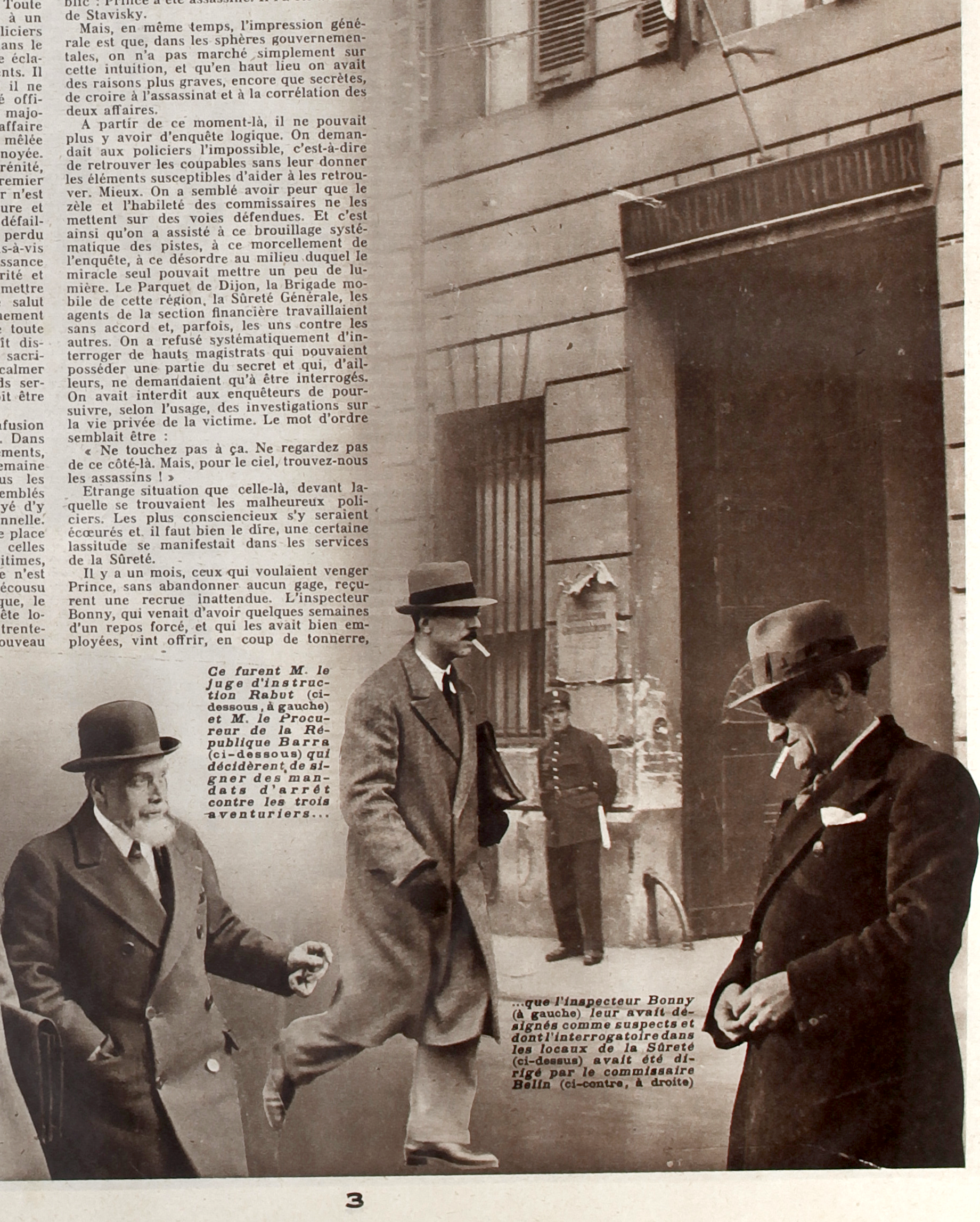
Photomontage publié en illustration d'un article du magazine Détective du 5 avril 1934, lors de l'affaire Stavisky. À l'arrière-plan, le siège de la Sûreté, rue des Saussaies. Les personnages ajoutés à l'avant-plan sont, de gauche à droite : le procureur de la République Barra (affaire du conseiller Prince), l'inspecteur Bonny et le commissaire Belin (de la Sûreté générale).

Il entre dans la police sur concours en 1919, en tant qu'inspecteur de police provisoire dans les régions libérées. Marié en 1920, il exerce d'abord dans la Somme, avant d'être versé au contrôle général des services de recherches judiciaires de la Sûreté générale, à Paris, le 11 août 1922. Il y effectue toute la suite de sa carrière, sous les ordres des commissaires divisionnaires Vidal, Garanger puis Hennet, jusqu'à sa révocation en janvier 1935. Dépendant directement du ministre de l'Intérieur, installée rue des Saussaies, la Sûreté — surnommée « la Secrète » — a une très large mission qui couvre tout à la fois la police des jeux, la surveillance des étrangers et le contre-espionnage, celle des associations, des syndicats et de tous les facteurs potentiels de trouble politique, ou encore celle des affaires, de la presse et de l'édition. Bien qu'elle ait pour ressort la totalité du territoire, elle n'est dotée que de très médiocres moyens si on la compare à sa grande rivale, la préfecture de police de Paris et sa direction de la police judiciaire.

### Détaché au contre-espionnage?
Un épisode incertain se place à ce moment. C'est en effet vers cette époque que Bonny aurait été détaché un temps au ministère de la Guerre, au service du contre-espionnage : il y aurait, selon son fils, Jacques Bonny, résolu une affaire de fuites, ce qui lui aurait valu l'appui du général Maud'huy. La date est incertaine : avant son entrée dans la police selon Maurice Garçon mais au début des années 1920 selon son fils, apparemment inspiré par un article anonyme publié dans les années 1930 par le magazine Détective. Son principal biographe, Guy Penaud, relève à ce propos « [qu']on peut se demander si ce n'est pas à cette époque, ayant alors acquis la réputation d'un homme particulièrement habile, que certains songèrent à employer Pierre Bonny à des besognes assez confidentielles, mais sans doute un peu fâcheuses parce qu'elles étaient à la limite de la légalité », tandis que Jacques Bonny commente : « Déjà, à peine arrivé dans la police, le sort et ses qualités aidant, il mettait bien inconsciemment le doigt dans l'engrenage, peut-être le plus dangereux de tous : celui de la "parapolitique", pour ne pas dire de la politique tout court. »

### L'affaire Seznec

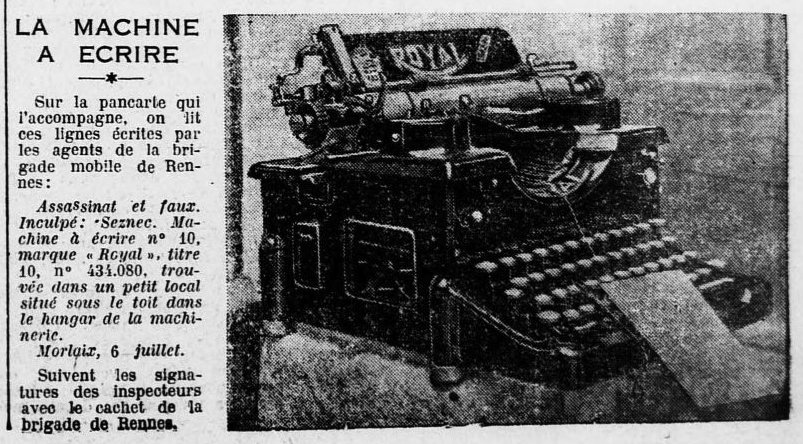
L'une des principales pièces à conviction de l'affaire Seznec, la machine à écrire ayant servi à produire les fausses promesses de vente. Sa découverte lors d'une perquisition chez Seznec est souvent à tort attribuée à Bonny ; dans une autre version également erronée, ce dernier l'y aurait dissimulée.

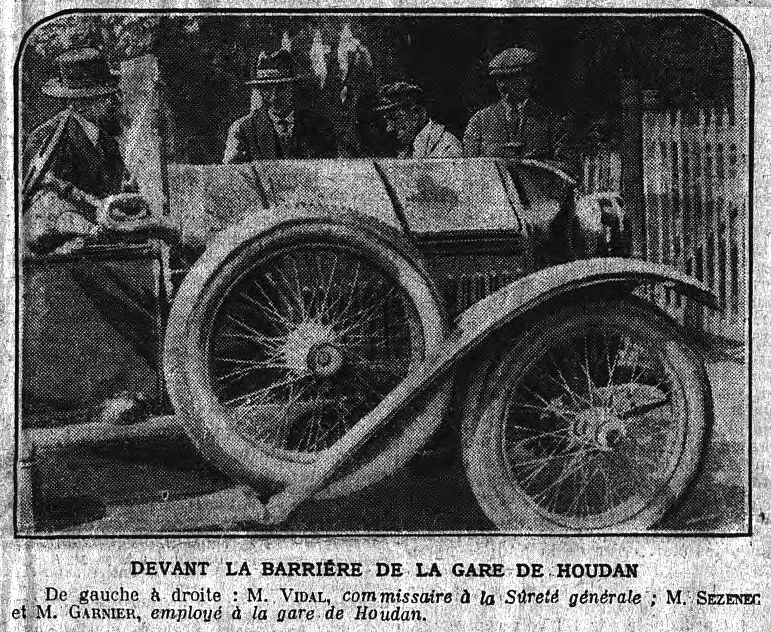
Le quotidien Le Matin illustre le 1er juillet 1923 l'arrestation de Seznec avec cette photographie du déplacement du commissaire Vidal à Dreux et à Houdan. De gauche à droite : Vidal, Guillaume Seznec, un employé de la gare de Houdan et enfin Bonny, dont le nom n'est mentionné ni en légende de l'image, ni dans l'article.

Quoi qu'il en soit, Bonny, à présent promu à la Sûreté générale à Paris, y obtient le grade d'inspecteur stagiaire en janvier 1923. Affecté en juin 1923 comme « secrétaire greffier » auprès du commissaire Achille Vidal, selon l'expression de Guy Penaud, il intervient alors dans l'affaire Seznec, où il ne joue qu'un rôle mineur : son nom n'apparaît que sur quatre procès-verbaux sur plus de cinq cents, dont un seul établi par lui-même et sur cinq rapports ; il est également établi que ce n'est pas lui qui, affecté à une équipe différente, découvre la fameuse machine à écrire qui est l'une des preuves clés de l'affaire : il est seulement chargé de la transporter à Paris afin qu'elle soit expertisée.
La présence de Bonny dans l'enquête revêt cependant bien plus tard une importance considérable. En effet, la thèse présentée par la défense de Seznec après-guerre, sur la base de témoignages tardifs, en fait l'ouvrier du complot contre celui-ci, homme-orchestre de la fabrication des fausses preuves et des faux témoignages supposés. Après la demande en révision faite en 1955 à l'initiative du journaliste Claude Bal, c'est l'un des arguments de celle formée par l'avocat Denis Langlois en 1977, puis de celle présentée à nouveau en 2001 par Me Jean-Denis Bredin. Ce motif est encore repris en mars 2001 par le garde des Sceaux Marylise Lebranchu pour justifier sa décision de relancer la procédure de révision ; celle-ci se solde cependant par un rejet de la demande par la Cour de révision en 2006, qui constate l'absence d'éléments nouveaux en faveur de la théorie d'une « machination policière » ayant impliqué en particulier l'inspecteur Bonny.

Enfin, selon son fils, Bonny lui aurait affirmé en 1944 avoir finalement « la certitude, pour ainsi dire formelle, que Seznec était innocent » et aurait ajouté : « et pourtant, il est au bagne depuis plus de vingt ans et par ma faute, parce que je me suis trompé de bonne foi. » La Commission de révision des condamnations pénales amenée à se prononcer en 1996 sur l'une des demandes de révision du procès Seznec relève simplement que pour autant, Bonny lui-même a tenu à démontrer qu'il ne pouvait avoir manipulé la fameuse preuve de la machine à écrire :

« Supposons que ce soit moi qui ai déposé la fameuse machine dans le grenier, et pas une autre, non celle-là même qui portait le bon numéro de série et dont les experts avaient défini les imperfections de frappe. Il m'aurait fallu de toute façon la découvrir là où elle se trouvait avant, car elle devait bien se trouver quelque part. Ce qui constituait le même exploit. Et pourquoi alors aurais-je eu besoin d'organiser cette mise en scène, en venant la placer dans le grenier de la scierie ? C'est absurde et cela ne tient pas debout. »

### Premiers succès et «missions secrètes»

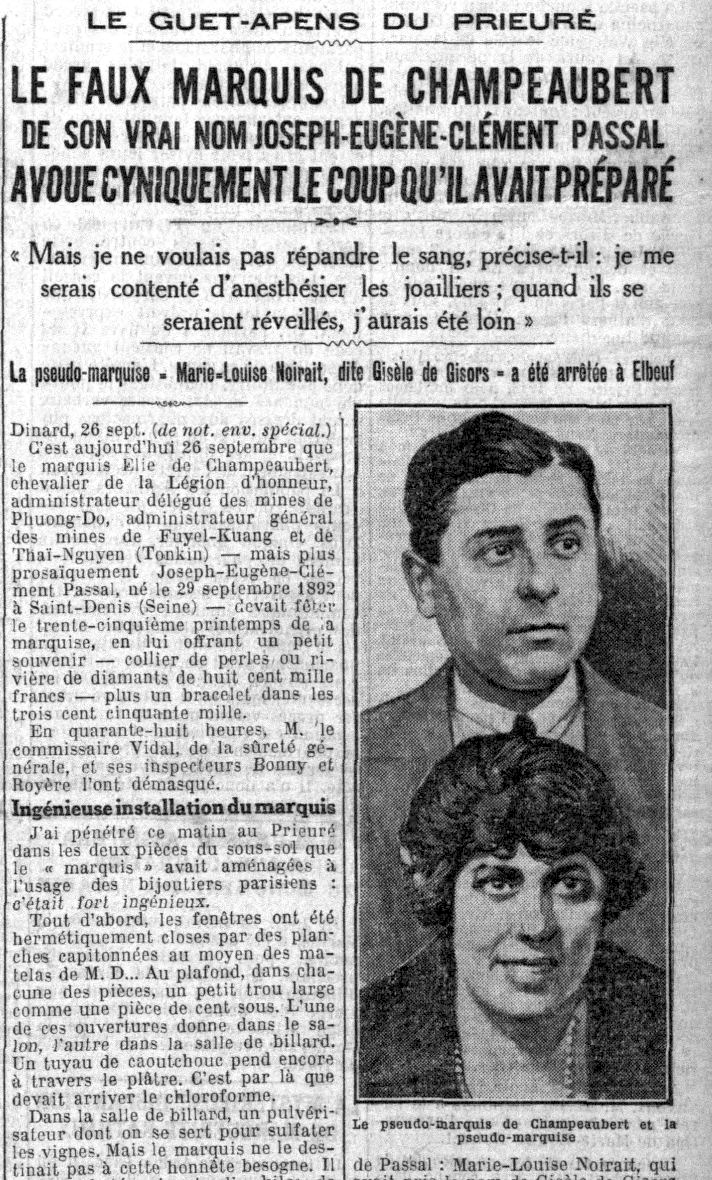
La une du Petit Parisien annonce l'arrestation de l'escroc Clément Passal, dit le marquis Élie de Champeaubert, le 27 septembre 1924, et précise : « En quarante-huit heures, M. le commissaire Vidal, de la Sûreté générale, et ses inspecteurs Bonny et Royère l'ont démasqué. »

Titularisé en septembre 1924, Bonny acquiert rapidement, selon Philippe Aziz, « la réputation d'un policier habile et retors. » Il contribue à résoudre une affaire d'escroquerie, dite du marquis Élie de Champeaubert : en se faisant passer pour un bijoutier, il subit une tentative de gazage au chloroforme de la part de l'escroc Clément Passal, ce dernier comptant voler la marchandise que Bonny était venu lui présenter à domicile. Il est chargé la même année d'enquêter sur un trafic de fonds vers la Suisse organisé par le cardinal Andrieu, archevêque de Bordeaux. L'affaire se résout confidentiellement, mais aurait, selon l'avocat et historien Maurice Garçon, joué un rôle dans les pressions exercées par Aristide Briand pour obtenir du pape Pie XI la condamnation de l'Action française en 1926. Il contribue à l'arrestation d'une bande de faux-monnayeurs en Italie en mai 1925. Il intervient encore en 1926 dans une affaire de trafic de fausse monnaie où étaient impliqués l'aventurier Louis de Windisch-Graetz et le gouvernement hongrois.
Plus confidentiellement, il n'hésite pas, en mars 1927, pour empêcher une tentative de chantage de la part d'une dame Annezin, belle-sœur du sénateur Maurice Sarraut, frère du ministre de l'intérieur Albert Sarraut, à recourir lui-même au chantage en simulant la découverte de cocaïne dans ses bagages. Bonny fait disparaître à cette occasion le rapport de police compromettant, mais le conseiller général et adjoint au maire de la ville de Marseille, Simon Sabiani, en conserve une copie dont il se servira contre lui lors de l'affaire Prince en 1934.
Quelques années plus tard, interrogé par la Commission d'enquête parlementaire sur l'affaire Stavisky, Bonny déclare avoir été chargé à partir de cette époque de « missions secrètes » sans en préciser davantage la nature, et avoir perçu alors des émoluments supplémentaires prélevés sur les fonds secrets.
Mentionné élogieusement à plusieurs reprises dans la presse, il reçoit la médaille d'argent de la police en 1927, mais échoue pour la troisième fois au concours de commissaire de police. Ses relations se détériorent à cette époque avec le préfet de police Chiappe, sans que les raisons en soient connues avec certitude, qu'elles soient politiques ou davantage liées au refus du nouveau préfet de favoriser sa carrière.

## Les premières mises en cause (1928-1933)
Bonny contribue encore au succès de la police dans plusieurs autres affaires saluées par la presse, telles que l'arrestation de Geberac, auteur du vol d'un collier Cartier d'une valeur de six millions, « [celle] d'Eyraud, le jeune assommeur de la bijoutière du boulevard Haussmann », « [celle] à Barcelone, après une poursuite épique, du fameux Colomber (sic), l'homme aux vingt millions de faux titres de la Compagnie de Suez », celle de Jean Ebner, monte-en-l'air auteur de cambriolages retentissants dans les stations thermales de Vichy et Royat, où Le Petit Parisien le présente comme « l'inspecteur Bonny, de la Sûreté générale, spécialisé dans la recherche des grands voleurs internationaux », ou encore l'affaire des « vols mystérieux de la Trésorerie générale d'Aurillac dont le plus important se chiffra par 1.200.000 francs. » D'autres affaires mentionnées également par la presse paraissent cependant plus banales, telle l'arrestation de « Julien Tricoire […] recherché par le parquet d'Alger pour détournement d'une somme de 18 000 francs au préjudice d'une maison de commerce où il travaillait comme employé. »

### Les débuts de l'affaire Volberg

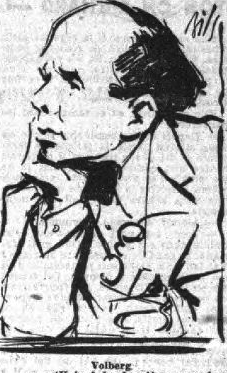
Le financier lituanien Aaron Volberg lors du procès qui l'oppose à Bonny en octobre 1935, où, ne parlant que par le truchement d'un traducteur, n'arrêtant pas de vociférer, [il essuie] les reproches conjugués des magistrats, de l'avocat de Bonny et même du sien !

Il est en revanche mis en cause en mai 1928 dans une affaire de chantage à l'encontre d'un financier d'origine lituanienne, immigré menacé d'expulsion, Aaron Volberg (de son vrai nom Valbergas Aronas selon Le Figaro) : il a en effet monnayé des sursis à expulsion contre des cadeaux en nature (« un pardessus et un complet de qualité, d'une valeur de 4.000 francs »), puis une carte d'identité d'étranger contre 100 livres sterling. Cette dernière transaction n'aboutit pas mais Volberg en avait prévenu la police judiciaire, rivale de la Sûreté : Bonny est traduit une première fois en conseil de discipline, sans autre suite qu'une admonestation, faute de preuves suffisantes.

### La rocambolesque affaire MacDonald
Bonny semble faire preuve d'une étonnante naïveté en 1930, lors de l'affaire Jeanette MacDonald : chargé par le président du Conseil André Tardieu d'enquêter sur les rumeurs de disparition et d'assassinat dont aurait été victime cette actrice sur la Riviera, il affirme après enquête avoir les preuves du crime, censé avoir été commis par la princesse Marie-José de Belgique, femme du prince Humbert d'Italie. L'actrice, mortellement blessée, serait morte dans une clinique privée de Nice. Mais un journal américain annonce quelques jours plus tard le prochain mariage à Chicago de Jeanette MacDonald avec son manager, avant qu'elle fasse elle-même un retour spectaculaire en France le 7 août 1931.
Selon les souvenirs de Jacques Bonny, qui qualifie lui-même toute l'affaire de « rocambolesque », son père reste pourtant longtemps attaché à sa thèse de l'assassinat, soutenant, après le retour de l'actrice : « cette Jeannette Mac Donald-là (sic) n'est pas la bonne. Elle a une sœur qui lui ressemble étonnamment et qui s'appelle Blossom. Sous la pression du gouvernement américain, Blossom a accepté de remplacer Jeannette. » En août 1931, il aurait même fait irruption dans sa loge du théâtre de l'Empire pour exiger qu'elle lui prouve son identité en lui montrant un certain grain de beauté intime dont il avait connaissance par le dossier de l'enquête, et aurait reçu en retour… « une mémorable paire de gifles. »

### Les débuts de l'affaire Cotillon

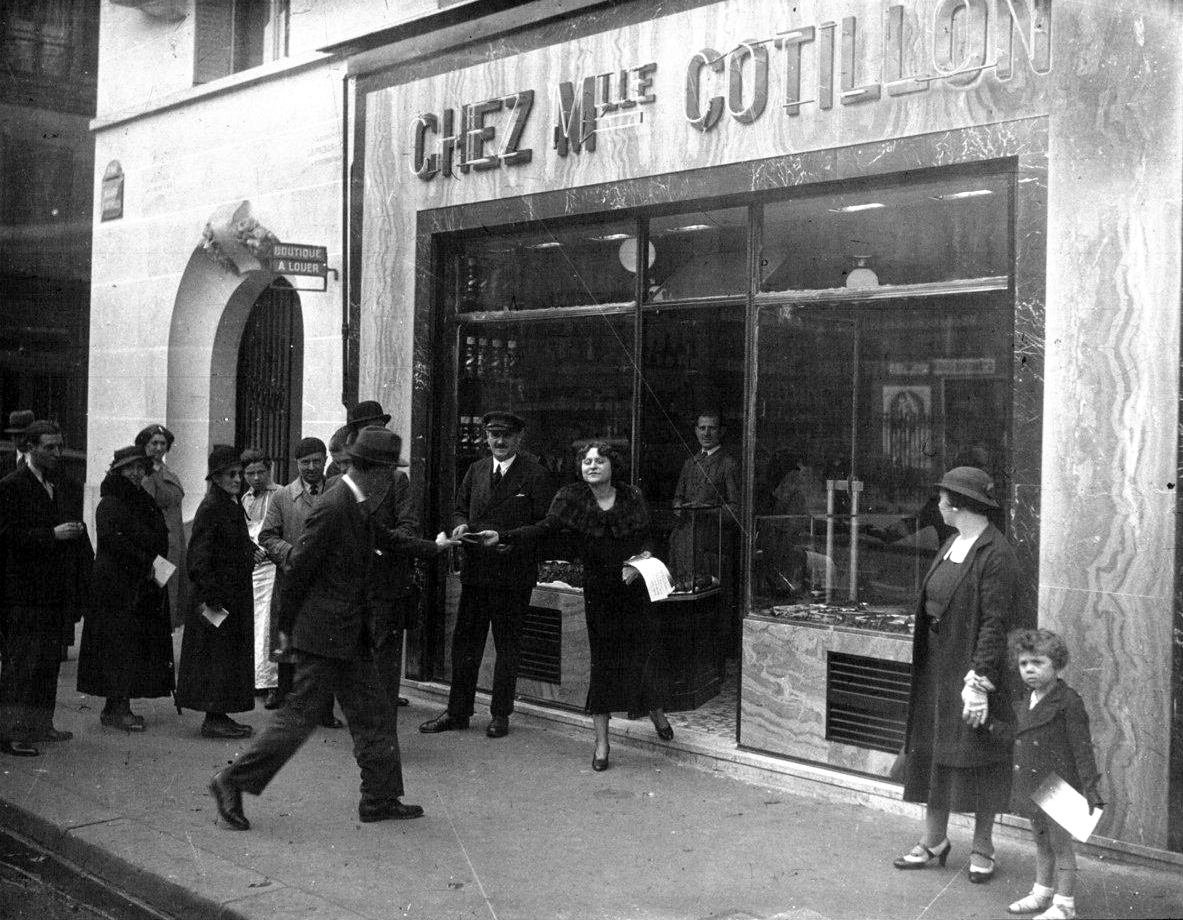
Andrée Cotillon (ici en 1935 à la devanture de son établissement « Chez Mlle Cotillon », au 52 boulevard des Batignolles) est connue pour avoir été notamment charcutière aux Batignolles, barmaid, danseuse légère, tenancière de bar-restaurant et présidente du Cercle d'Iéna. Sans doute désespérée de porter un nom aussi roturier, elle achète en 1937 au prétendu prince Louis Charles Edmond de Bourbon Naundorff une reconnaissance en paternité qui lui permet d'arborer le titre fantaisiste de princesse. Procédurière, elle n'intente pas moins de douze procès divers entre 1932 et 1937. Après avoir été rançonnée semble-t-il par la bande Lafont-Bonny en 1943, elle finit exécutée en 1944 par la Résistance pour collaboration.

Son nom est également mêlé en 1932 à une affaire de chantage et d'extorsion de fonds dont est victime une aventurière enrichie, Andrée Cotillon (par la suite « princesse Élisabeth de Bourbon, ») : Bonny aurait fourni à ses complices une photographie d'identité judiciaire compromettante remontant à ses années de jeunesse où elle avait été arrêtée pour vol d'une chemise et d'un pantalon de femme ainsi que pour vagabondage, et serait lui-même intervenu pour la menacer. Après avoir déposé plainte en décembre 1932 à la suite de la publication de la photographie dans une feuille à scandale, La Tribune de Paris, la demoiselle Cotillon déclare ne pas reconnaître Bonny lors d'une confrontation, puis se désiste. L'affaire se solde provisoirement par un non-lieu le 21 octobre 1933.

### Un train de vie suspect?
Bonny aurait eu à cette époque, selon les archives judiciaires ultérieures, un train de vie largement au-dessus de son traitement de fonctionnaire : remarqué pour son élégance vestimentaire, il loue un coûteux appartement boulevard Pereire, conduit sa propre automobile et fait de fréquents voyages. Il est établi, selon les mêmes sources, qu'il aurait rendu à la même époque, contre forte rémunération, « certains services » officieux à un ancien pilote (?) de la Grande Guerre, commandeur (?) de la Légion d'honneur et surtout escroc notoire, le commandant Pierre Faillant, dont la recherche infructueuse de bijoux volés à Mme Faillant au Touquet-Plage, ainsi qu'une intervention auprès de la brigade mobile de Dijon pour obtenir des renseignements relatifs à une enquête en cours à son encontre. En revanche, il est, selon Guy Penaud, impossible de déterminer s'il est exact ou non que Bonny aurait été dénoncé pour avoir tenté, en compagnie d'un jeune collègue, de rançonner les clients fortunés des prostituées du Bois de Boulogne.
Bonny est cependant nommé inspecteur principal de seconde classe en 1932.

## L'affaire Stavisky, l'affaire Prince et la révocation (1934-1935)

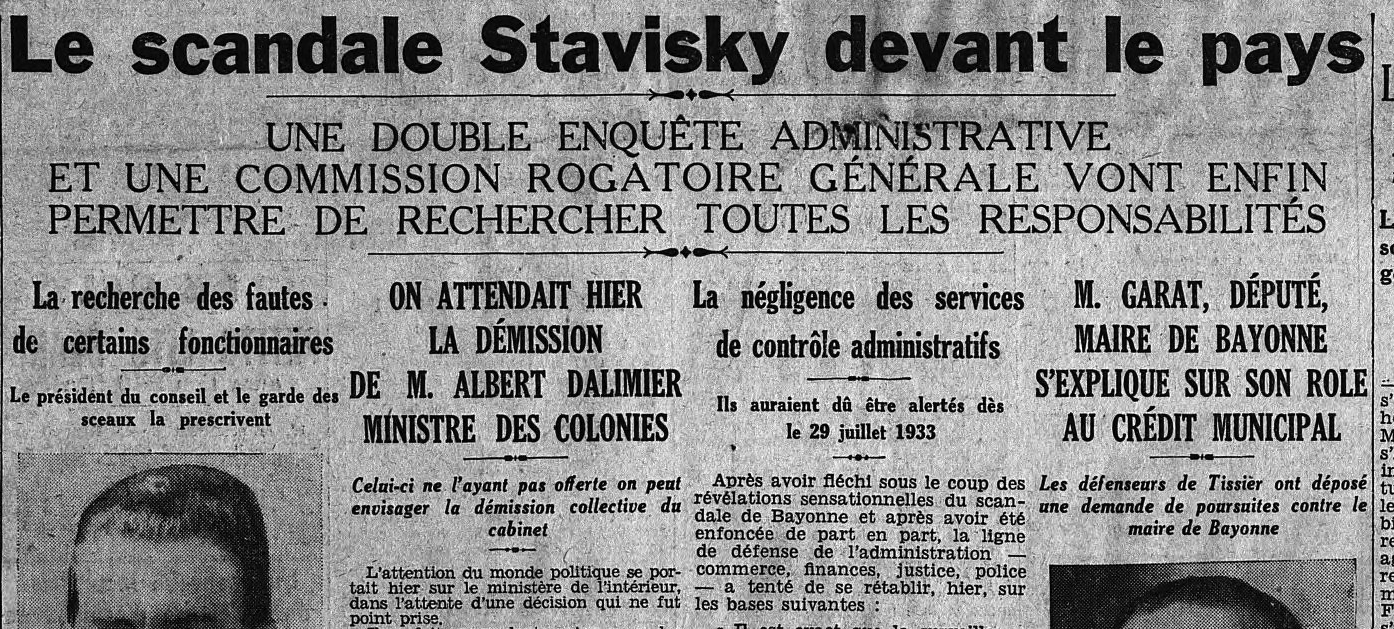
La une du quotidien Le Matin du 7 janvier 1934 donne une idée immédiate de l'ampleur du scandale lié à l'escroc Alexandre Stavisky, qui ébranla en 1934 les fondements même de la République et fut incidemment l'occasion de la chute de l'inspecteur Pierre Bonny.

### Le rôle trouble de Bonny dans l'affaire Stavisky
Le grand scandale politico-financier de l'entre-deux-guerres, l'affaire Stavisky, marque à la fois l'apogée et la fin de la carrière de l'inspecteur Bonny. Les controverses sur le rôle qu'il y aurait joué sont nombreuses.

#### Bonny, moteur des enquêtes depuis 1923?
Selon son fils, Bonny aurait enquêté dès le courant des années 1920 et de manière répétée sur l'escroc Alexandre Stavisky : il aurait été détaché à cet effet dès 1923 à la brigade financière de la police judiciaire de Paris sous les ordres du commissaire Edmond Pachot et aurait été un des moteurs de l'enquête avec ce dernier et le commissaire Hennet de la Sûreté. Jacques Bonny associe son père à chacune des principales étapes policières qui ponctuent la carrière de Stavisky : le vol de 800 000 francs de titres argentins à bord du steamer Valdivia à Marseille en 1923, le chèque « lavé » du cabaret Zelly's la même année, la découverte du pavillon de Brunoy où se tenait une véritable entreprise de fausse monnaie et de faux titres, la première arrestation de Stavisky en avril 1926 (suivie de sa fuite en plein Palais de Justice), la découverte de sa « planque » et sa seconde arrestation à Marly-le-Roi quelques mois plus tard (suivie de sa mise en liberté provisoire pour raison de santé en décembre 1927). Il aurait encore enquêté de son propre chef durant l'été 1930, sous couvert de vacances passées à Bayonne avec sa famille, sur les agissements de l'escroc dans ce qui allait devenir l'escroquerie du Crédit municipal de Bayonne.
Il n'est cependant fait aucune semblable mention de Pierre Bonny dans les travaux d'historiens tels Guy Penaud ou Paul Jankowski. Seuls les noms des inspecteurs Leroy et Bayard de la Sûreté y apparaissent, notamment lors de l'arrestation de Stavisky en 1926 à Marly-le-Roi. Bonny lui-même déclare en janvier 1935 : « c'est dans le courant de mars 1933 qu'un "pamphlétaire" connu, Sartori, m'ouvrit les yeux sur l'activité de celui que tout Paris appelait Serge Alexandre. » La Commission d'enquête parlementaire sur l'affaire Stavisky conclut pour sa part en 1935 que « malgré l'affirmation qui avait été apportée, il ne paraît pas que Bonny ait connu ni même rencontré Stavisky. »

#### Bonny, informateur ou complice?

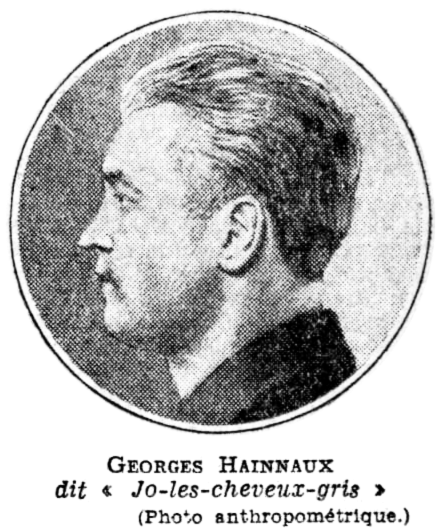
Georges Hainnaux, dit, notamment Jo-la-Terreur ou encore Jo-les-cheveux-blancs, déserteur de la Légion étrangère, voleur, meurtrier raté, forçat amnistié, garde du corps de Stavisky en 1933, informateur de Bonny mêlé de près à la restitution des talons de chèques et à l'affaire Prince en 1934, puis en 1937 à l'affaire de la Cagoule. Il profite en 1934 de sa récente notoriété pour publier ses propres Mémoires de Jo-la-Terreur.

Certains témoignages présentent à l'inverse Bonny comme un complice volontaire ou forcé de Stavisky. Il aurait été accusé, selon son fils, d'avoir été son informateur au sein de la police et de lui avoir permis, en 1931, de parer les révélations transmises au Parquet par le commissaire Pachot sur l'affaire du crédit municipal d'Orléans. Gilbert Romagnino, l'un des complices de Stavisky, déclare lors d'un interrogatoire en juin 1934 que Bonny était entièrement sous la coupe de celui-ci ; une accusation similaire est formulée en 1935 par Gaëtan de Lussats, l'un des malfrats mis en cause par Bonny dans l'affaire du conseiller Prince en 1934, qui fait en outre de Bonny le « garde du corps de Stavisky ». En revanche, selon Jacques Bonny, le garde du corps de Stavisky, Georges Hainnaux, a témoigné que l'inspecteur « n'avait jamais eu, en aucune façon, partie liée avec l'escroc. » Les affirmations de Romagnino et de Lussats, que rien ne vient étayer, sont jugées douteuses par Paul Jankowski, historien spécialiste de l'affaire Stavisky. Enfin, dans le même ordre d'idées, Roger Peyrefitte et Philippe Aziz écrivent que Bonny aurait été l'invité de Stavisky en 1933 à l'hôtel Miramar de Biarritz, sans donner aucune source à cette affirmation contredite par les conclusions de la commission d'enquête parlementaire.
Bonny aurait également, selon les souvenirs de Xavier Vallat, Joseph Kessel, Albert Richardit ou encore selon les écrits postérieurs des journalistes Bernard Michal et Gilbert Guilleminault, été chargé de la tentative de faire passer Stavisky pour mort en décembre 1933 dans la catastrophe ferroviaire de Lagny-Pomponne en échangeant ses papiers d'identité avec ceux d'un corps non identifiable, lui permettant ainsi de disparaître. Fred Kupferman donne une version légèrement différente, selon laquelle, à cette occasion, Bonny « a laissé tomber le patron » puis a « fait commerce des dossiers, en sélectionnant les noms à divulguer et ceux à cacher. » Pour Guy Penaud, « rien ne permet de confirmer cet épisode [du décès simulé], diffusé à l'époque par la presse d'extrême droite,. »
C'est enfin l'un des collègues de Bonny à la Sûreté, l'inspecteur Bayard, qui est, lui, bel et bien identifié comme complice et informateur de Stavisky, auquel il fournit également de faux passeports et qu'il emploie en retour comme indicateur à partir de 1927.

#### Ce qui est avéré: la tentative de compromettre le préfet Chiappe

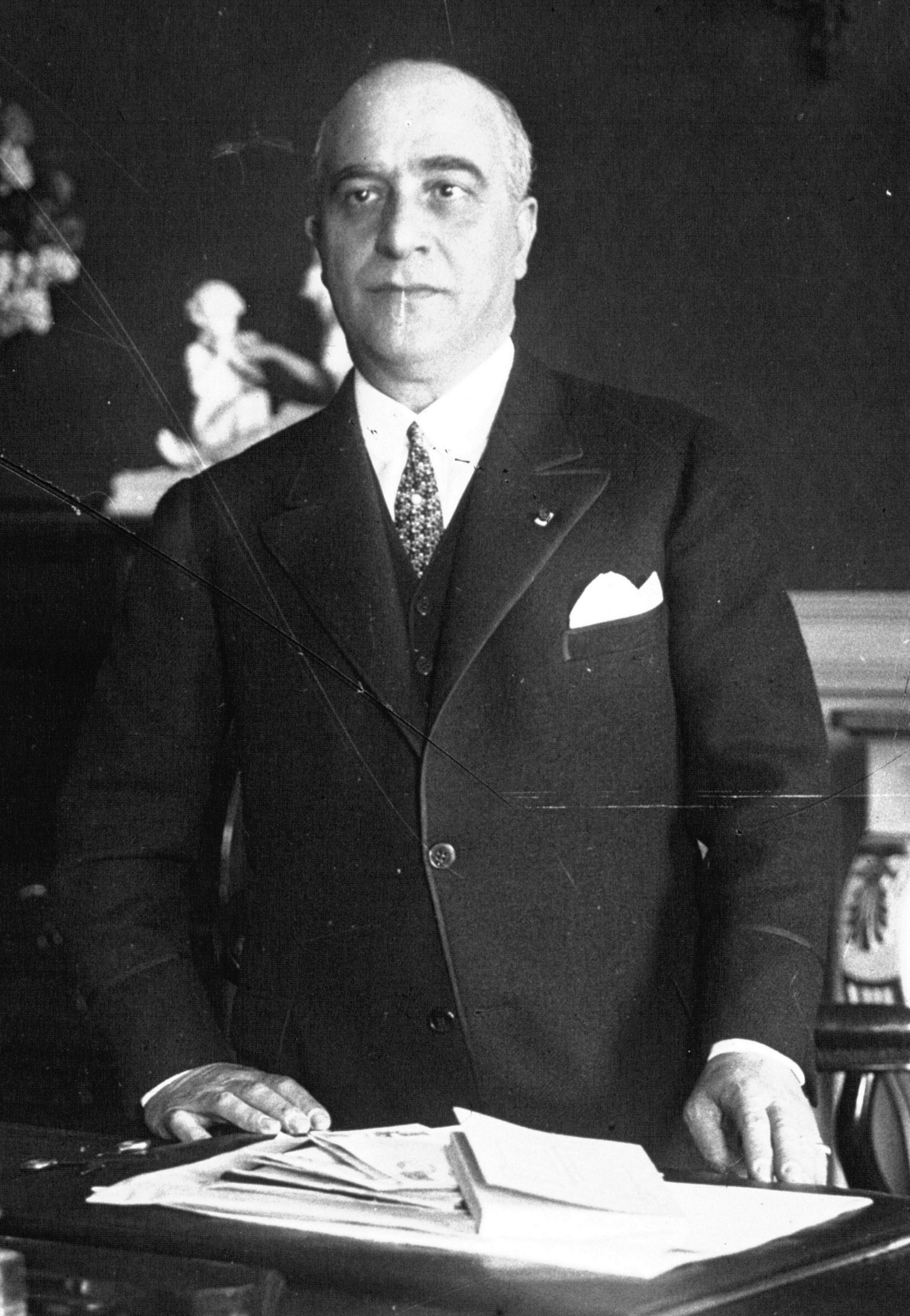
Jean Chiappe, directeur de la Sûreté de 1924 à 1927, puis préfet de police de 1927 au 3 février 1934, proche des ligues et de l'extrême droite. L'inimitié entre Bonny et ce haut fonctionnaire a joué un rôle certain dans sa révocation.

Il est en revanche attesté qu'au printemps 1933, Bonny s'intéresse de sa propre initiative aux agissements de Stavisky, comme le montrent trois notes rédigées à l'intention de ses supérieurs en mai-juillet de cette année. Ses méthodes semblent avoir suscité alors des réserves de la part de sa hiérarchie : son supérieur, le contrôleur général Louis Ducloux, les juge après coup « hasardeuses et peu dignes d'un inspecteur. » Bonny aurait en effet, selon ses propres déclarations ultérieures, notamment proposé de gager lui-même de faux bijoux au Crédit municipal de Bayonne afin de pouvoir provoquer le déclenchement d'une information judiciaire dès lors que ceux-ci auraient été frauduleusement acceptés. Il attire encore l'attention sur Stavisky après l'arrestation de Gustave Tissier, dès le début de l'affaire des bons du crédit municipal de Bayonne et se voit finalement confier l'enquête par son supérieur, le commissaire Hennet, en décembre 1933.
Tentant notamment de retrouver l'escroc en fuite, il contribue à mettre l'enquête sur la piste de Chamonix grâce à l'un de ses informateurs, Georges Hainnaux. Ce sont cependant d'autres policiers de la Sûreté qui sont envoyés à Chamonix et qui découvrent le corps de Stavisky le 8 janvier 1934, alors que ce dernier vient de se suicider.

C'est alors, pour l'historien Paul Jankowski, que Bonny « franchit à son tour les limites de l'honnêteté pour son seul intérêt personnel » lorsque se présente l'occasion de compromettre Chiappe. Bonny interroge la femme de Stavisky, Arlette, le 12 janvier 1934 et tente de lui faire faire état de relations chaleureuses entre son mari et le préfet de police. Celle-ci refuse de signer un premier procès-verbal, et n'accepte qu'après suppression de cette mention. Mais Bonny transmet cependant, avec l'accord de son supérieur le commissaire John Hennet, une « note » sur les liens supposés de Chiappe avec Stavisky ; celle-ci parvient au ministre de l'Intérieur et président du Conseil Camille Chautemps, qui juge inadmissible cette « manipulation » de l'interrogatoire d'Arlette Stavisky. D'autre part, le 18 janvier, le député Philippe Henriot interpelle le gouvernement sur l'affaire Stavisky et met notamment en cause Hennet et Bonny :

« On […] adjoint [au commissaire Hennet] cet inspecteur Bony qui s'affichait, à Biarritz, avec Stavisky. À l'hôtel Miramar, l'été dernier, Alexandre et Bonny menaient grand train, aux frais d'Alexandre, bien entendu. Ce sont ceux-là qui sont chargés de l'enquête. En vérité, si on avait voulu qu'elle n'aboutît pas, on n'aurait pas procédé autrement (Applaudissements à droite. Protestations à gauche.) »

Or le commissaire Oudard, des Renseignements généraux de la Préfecture de police, vient de transmettre à Chautemps le dossier de l'affaire Volberg, inabouti jusque-là faute de preuves. Le 23 janvier, le président du Conseil ordonne la suspension de Bonny, ainsi que celle du commissaire Bayard (dont Stavisky avait été l'indicateur) tandis que l'affaire est retirée à Hennet.

### La spectaculaire restitution des talons de chèques

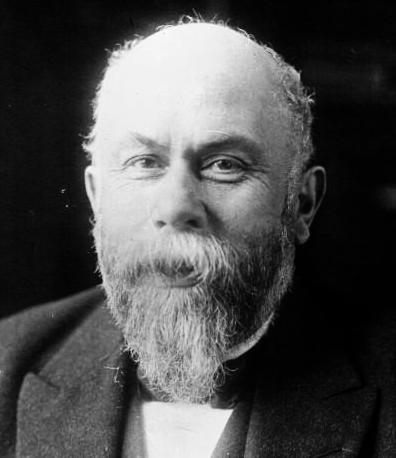
Henry Chéron, garde des Sceaux qui qualifia imprudemment Bonny de premier policier de France. Autoritaire et impulsif, peu respectueux de l'indépendance de la magistrature et du secret de l'instruction, surtout pressé d'en finir avec l'affaire sous la pression de la presse et de la commission d'enquête parlementaire, il organise une désastreuse contre-offensive en chargeant Bonny […] de participer à l'instruction. Il y laisse finalement sa carrière politique,,.

Dès la fuite de Stavisky, une question brûlante est celle des talons de ses chéquiers, où les mentions des bénéficiaires sont censées être révélatrices de l'ampleur de la corruption des politiques qui l'auraient protégé. Comme le relève Guy Penaud, « Les sources divergent quant à la façon dont Bonny parvient à mettre la main sur les talons de chèques de Stavisky » confiés par des comparses de celui-ci, Georges Hainnaux et Romagnino, à l'avocat de ce dernier, le bâtonnier Raymond Hubert. Il avait appris leur existence par Sylvain Zweifel, un autre complice de Stavisky et connaissait déjà via Pierre Curial, voisin de l'escroc à l'hôtel Le Claridge, les noms de différentes personnalités en cause.
Quoi qu'il en soit, l'affaire est spectaculairement orchestrée : Hainnaux se présente dans la soirée du 1er mars 1934 avec les documents (plus de mille talons de chéquiers) au domicile de Bonny, où l'attendent le directeur de cabinet du garde des Sceaux, le magistrat instructeur André Ordonneau, le procureur Gomien et le commissaire Delgay. Selon les commentateurs de l'époque hostiles au gouvernement, la restitution donne lieu, chez Bonny, à une « cérémonie pour le moins inattendue [avec] du champagne sablé en commun par les plus hauts magistrats de la République, des repris de justice et des policiers marrons. »

Le lendemain, le garde des Sceaux de l'époque, Henry Chéron, convoque Bonny pour le féliciter, lui donne l'accolade et lui déclare : « jeune homme, vous avez sauvé la République. Vous êtes le premier policier de France ! » Le Petit Parisien du 3 mars commente : 

« Il n'y a pas plus loin de la Roche tarpéienne au Capitole que du Capitole à la Roche tarpéienne. Monsieur Bonny vient d'en faire l'expérience, lui qui, promis il y a une semaine à des sanctions disciplinaires, réussit en trois jours à s'inscrire au tableau d'avancement, à obtenir de ses chefs et de ses pairs une absolution réparatrice et unanime et à remporter un succès professionnel […] Ceux qui [l'ont] vu à l'œuvre ne doutaient pas de lui et n'ont pas été surpris de ce coup du théâtre d'avant-hier soir. »

Or, la veille, Bonny a comparu à nouveau devant le conseil de discipline qui l'a une seconde fois relaxé dans l'affaire Volberg, toujours faute de preuves. La presse ne manque pas de s'interroger sur cette coïncidence, à l'exemple de la une du Populaire : « cette découverte opportune n'est-elle pas le prix contre lequel M. Bony (sic) aurait négocié sa réintégration ? »
La commission d'enquête parlementaire constituée sur l'affaire Stavisky conclut quelques mois plus tard dans son rapport :

« Le 1er mars, après la décision favorable du conseil de discipline, se place la scène des chèques au domicile de Bonny, avec une mise en scène qui a tendu à ridiculiser quelque peu les hauts magistrats de la Seine.
Le rôle de Bonny, qui n'est pas seul responsable de cette aventure, est surtout inquiétant dans les jours précédents, où ce policier, qui n'était plus qu'amateur, s'est évidemment mis d'accord avec quelques-uns des inculpés, ou futurs inculpés, pour faire surgir brusquement, de la façon qui pouvait lui être personnellement la plus favorable, les fameux talons de chèques, que réclamaient avec tant d'insistance l'opinion publique. »

La transaction avec Hainnaux impliquant nécessairement une contrepartie financière, une partie de la presse et des commentateurs ultérieurs ne manquent pas non plus de s'interroger sur ce que Bonny aurait détourné à cette occasion.

### L'affaire Prince: Bonny discrédité

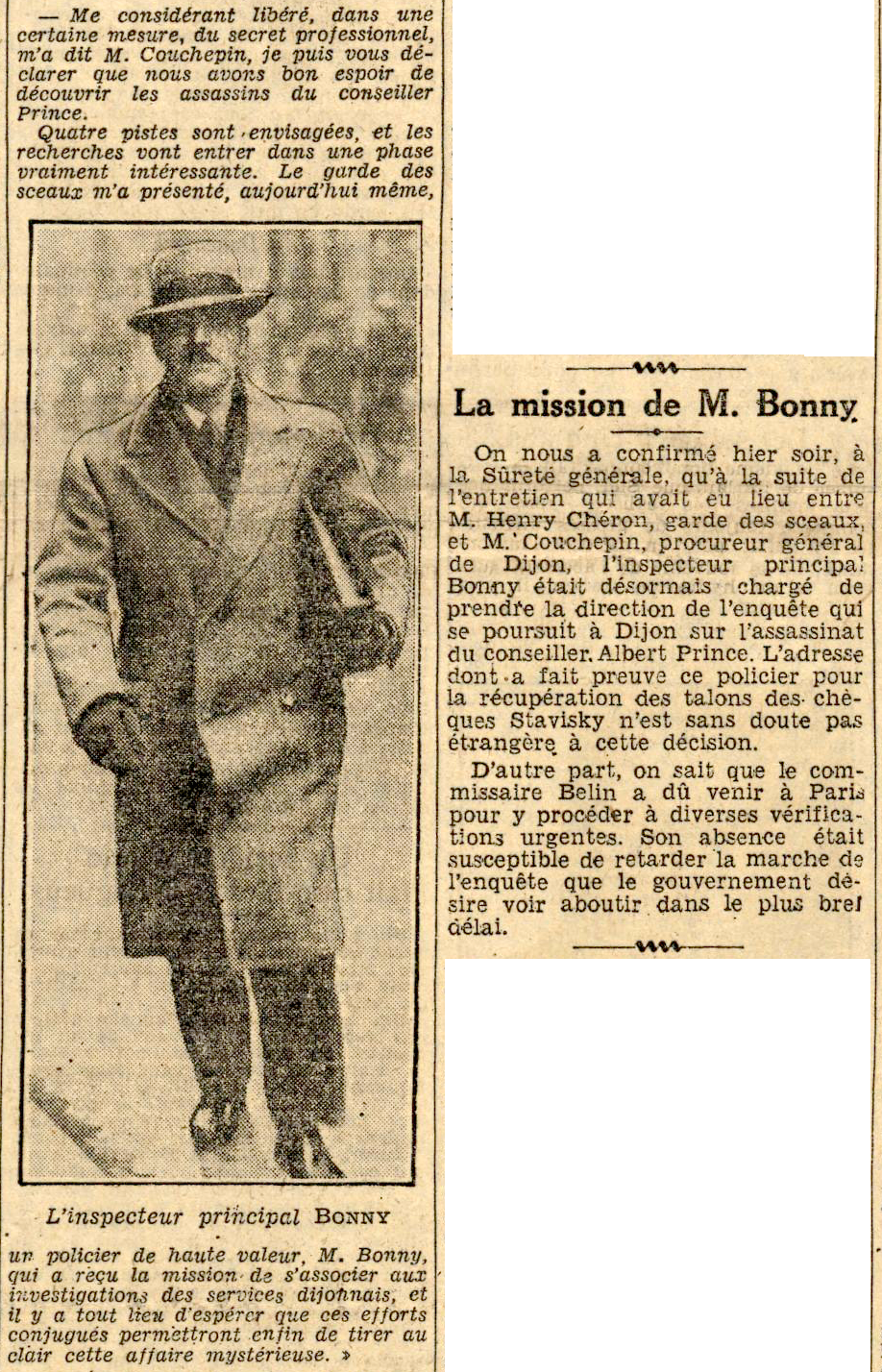
Bonny mis en scène par la presse lors de l'affaire Prince : l'exemple du quotidien le Journal du 5 mars 1934, lorsque l'enquête lui est confiée par Chéron.

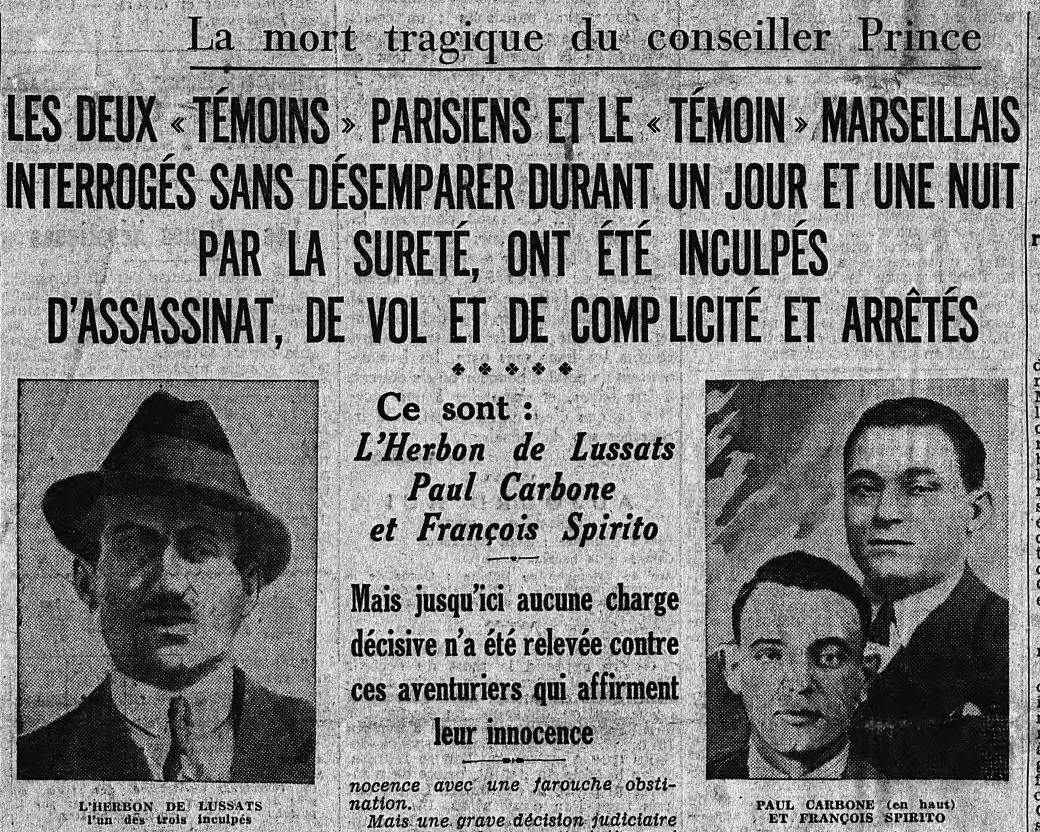
La une du journal Le Matin, le 30 mars 1934, annonçant l'arrestation de Carbone, Spirito et Gaëtan de Lussats. La version de la mort du conseiller Prince défendue par Bonny y est déjà l'objet d'interrogations.

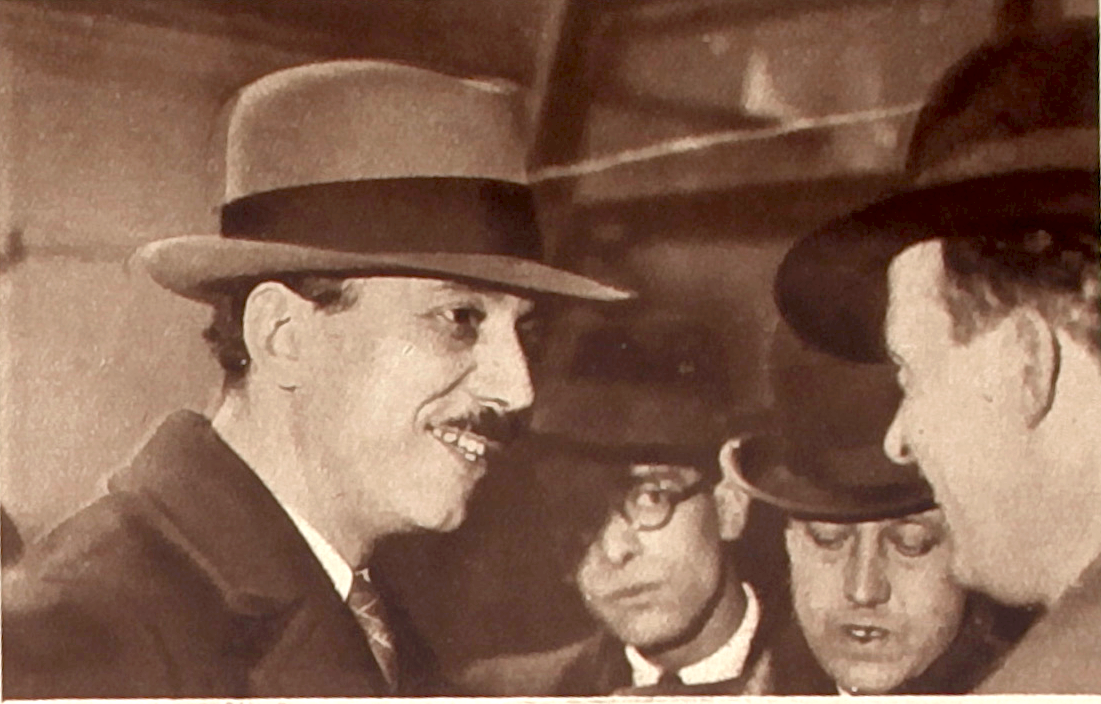
Bonny répond aux journalistes empressés lors de l'affaire du conseiller Prince. Photographie publiée dans le magazine Vu, 7 mars 1934.

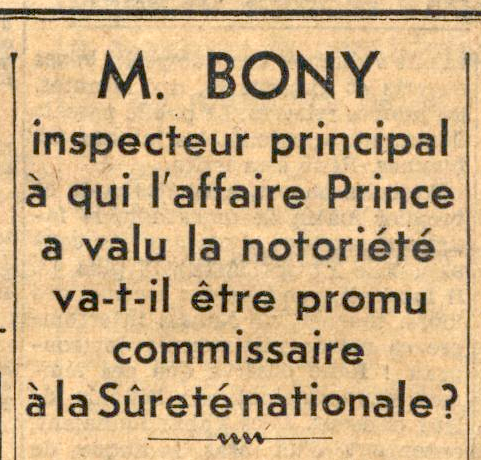
Le Journal s'interroge à la une après la remise en liberté de Carbone et Spirito : M. Bony (sic), inspecteur principal à qui l'affaire Prince a valu la notoriété va-t-il être promu commissaire à la Sûreté nationale ? et conclut, avec une feinte ingénuité : Quel bruit fera […] la promotion de l'inspecteur Bony ! Une fuite organisée, suppose-t-on, par les adversaires de Bonny pour faire échouer cette promotion.

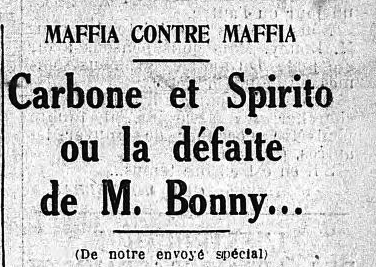
La mise hors de cause de Carbone et Spirito à la fin avril 1934, quelques semaines après leur spectaculaire inculpation, porte à la réputation de Bonny un coup jugé fatal par la presse, comme ici à la une de L'Écho de Paris.

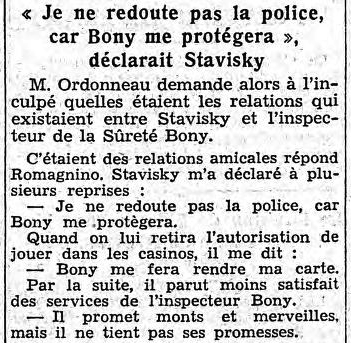
Au fil des péripéties des enquêtes sur les affaires Prince et Stavisky, Bonny est finalement accusé d'avoir été l'un des stipendiés de Stavisky. Ici, dans L'Écho de Paris relatant le témoignage de Romagnino, en juin 1934, selon lequel Staviksy aurait déclaré : je ne redoute pas la police car Bony (sic) me protégera.

L'affaire de la mort du magistrat Albert Prince, chargé des aspects financiers du dossier Stavisky et dont le corps a été retrouvé à la Combe-aux-Fées, au bord de la voie ferrée Paris-Dijon le 20 février 1934, est l'occasion du dernier retour de l'inspecteur Bonny, mais aussi de son échec final, qui le laisse « cette fois, […] ridiculisé et démonétisé. »

En effet, sitôt réintégré dans ses fonctions, Bonny se voit confier l'enquête par le garde des Sceaux Chéron, le 3 mars 1934. Le procureur général de Dijon, Léon Couchepin, n'hésite pas à déclarer à la presse : 

« Le garde des sceaux m'a présenté, aujourd'hui même, un policier de haute valeur, M. Bonny, qui a reçu la mission de s'associer aux investigations des services dijonnais, et il y a tout lieu d'espérer que ces efforts conjugués permettront enfin de tirer au clair cette affaire mystérieuse. »

Sous la pression des fortes attentes de l'opinion, déjà largement acquise a priori à la thèse de l'assassinat et en contradiction avec les premiers enquêteurs chargés de l'affaire, il rejette la thèse du suicide et, le 28 mars, sur la foi d'informations données notamment par ses indicateurs Georges Hainnaux et Angelo Galboni, conduit le juge d'instruction André Rabut à l'inculpation spectaculaire de trois fameux malfrats : Paul Carbone et François Spirito, du milieu marseillais, ainsi que Gaëtan de Lussats. Ces arrestations font sensation et la presse suit attentivement la moindre avancée de l'enquête poursuivie par Bonny, bien que celui-ci se fasse, pour une fois, d'un rare laconisme avec les journalistes. Elles suscitent cependant aussi bon nombre d'interrogations ; L'Écho de Paris, par exemple, récapitule à cette occasion un long et ambigu, mais exemplaire, portrait de l'inspecteur : 

« Suspendu de ses fonctions parce qu'il était accusé d'avoir touché indûment de l'argent d'un étranger frappé d'expulsion, l'inspecteur Bony (sic) a été acquitté par ses pairs.
Le lendemain, il retrouvait les fameux chèques.
On sait aujourd'hui dans quelles conditions. Ces conditions ne sont pas brillantes. La puissance et l'adresse de l'inspecteur Bony ont été telles qu'il a obligé le gouvernement d'abord, puis les plus hauts magistrats du pays, à se plier à une comédie indécente […]
Nous devons ajouter qu'en saine justice, il est le moins coupable, car il n'est qu'un sous-ordre. On est, depuis trop longtemps, habitué dans les milieux politiques et dans les milieux policiers, aux marchandages les plus scandaleux avec des hommes notoirement tarés et même avec des bandits, de sorte que le marché proposé par Bony n'a paru immoral qu'au public éloigné de ces insupportables combinaisons […]
L'inspecteur Bony, couvert d'une gloire assez factice, a pris pratiquement la direction de l'affaire Prince […]
Il avait bien avant l'affaire les meilleures relations, les relations les plus suivies avec Mme Stavisky… et avec bien d'autres […]
Nous savons qu'il se vante — se vante-t-il ou dit-il la vérité ? — de connaître au moins l'un des assassins. […]
L'important, à la vérité, est de savoir quels sont les moyens que l'inspecteur Bony demande pour amener l'assassin. S'agit-il d'un marché comme celui qui a précédé la remise des chèques ? […]
S'agit-il d'un avancement pour l'inspecteur Bony ? Nous pencherions pour cette hypothèse […]
Si M. Chéron était curieux, il demanderait le plus tôt possible à l'inspecteur Bony ce qu'il sait sur l'affaire Prince.
Ah ! Si Bony pouvait parler… »

Incarcérés le 29 mars 1934, Carbone et Spirito sont cependant libérés dès le 26 avril, leurs avocats ayant rapidement démontré le vide du dossier. Un accueil triomphal leur est fait à leur retour à Marseille, à l'instigation du député et adjoint au maire de la ville, Simon Sabiani – proche du Milieu tout autant que de Chiappe – qui avait entrepris une campagne d'affichage particulièrement violente envers Bonny. Retirée à la Sûreté nationale le 10 mai, l'affaire est confiée à la Police judiciaire où elle est reprise par le commissaire Marcel Guillaume ; une réforme de la Sûreté est plus largement à l'ordre du jour.

Dans la confusion générale, le principal indicateur de Bonny, Georges Hainnaux, est arrêté et un temps soupçonné. Puis, Bonny est lui-même brièvement accusé d'être mêlé au supposé assassinat du magistrat, par des témoins qui se rétractent tous finalement après avoir affirmé l'avoir vu à Dijon le 20 février, jour de la mort du conseiller Prince. Cet épisode fait le bonheur de la presse, qui titre par exemple : 

« L'impressionnant témoignage du maire de Pasques, M. Jean Hubert. Le soir du 20 février, il a vu passer non loin de la Combe-aux-Fées une auto noire dans laquelle étaient trois personnes et il croit reconnaître parmi elles l'inspecteur Bonny et Jo-la-terreur,. »

Carbone, Spirito et Lussats sont définitivement mis hors de cause en octobre 1935 et l'affaire est finalement classée sans suite, dans l'indifférence générale cette fois, en 1937.

Les raisons pour lesquelles Bonny a impliqué ces grands noms de la pègre marseillaise restent incertaines, mais leurs liens avec le milieu corse et avec Sabiani suggèrent le désir d'atteindre à nouveau Chiappe. C'est par ailleurs la lecture qu'en donne alors la presse d'extrême gauche, à l'image de L'Humanité qui s'interroge en avril 1934 : « en détruisant les alibis de la bande Chiappe, Bonny arrivera-t-il jusqu'à son patron ? » Cependant, la commission parlementaire avoue pour sa part son impuissance à élucider les motifs de cette retentissante bévue : 

« Dans l'enquête sur la mort du conseiller Prince, Bonny, soit dans un désir de gloriole, que l'administration supérieure et la presse n'avaient que trop encouragé, soit pour des motifs qui nous échappent, a évidemment construit des hypothèses fantaisistes qui n'ont conduit à aucune recherche sérieuse »

Jacques Bonny, son fils, donne une tout autre explication de cette affaire, jugée aujourd'hui très peu plausible, mais déjà abondamment évoquée par la presse d'extrême droite des années 1930 : Bonny lui aurait déclaré en 1944 être lui-même l'organisateur de l'assassinat du conseiller Prince, sur l'ordre de hautes personnalités politiques, afin de sauver la République radicale-socialiste menacée par les révélations que ce dernier allait faire. Les accusations contre les trois caïds marseillais, inspirées par les spéculations de Simenon dans Paris-Soir, ne seraient alors, toujours selon lui, qu'une diversion destinée à brouiller les pistes. Pour expliquer la situation délicate où se trouve ensuite l'inspecteur, Jacques Bonny affirme que « lorsqu'on fut assuré que le conseiller Prince ne parlerait pas, que ses dossiers resteraient lettre morte, que les chéquiers de Stavisky se trouvaient en bonnes mains, très naturellement, mon père, parce qu'il en savait trop, devint le dernier gêneur qui restât en circulation. »

L'historien Paul Jankowski note cependant : 

« On remarquera que les observateurs convaincus de son suicide ont, par la suite, rédigé leurs conclusions, tandis que les tenants du meurtre ont préféré se taire. Une exception à cela : l'inspecteur Bonny, qui, avant d'être exécuté pour collaboration en décembre 1944, aurait avoué (selon son fils) qu'il avait organisé l'assassinat de Prince. Cette révélation, à supposer qu'elle ait été faite, est aisément réfutable. Il en va de même pour un autre point rapporté par le fils de Bonny : Prince ayant mis la main sur les talons de chèques, l'inspecteur Bonny aurait reçu les ordres d'un "personnage haut placé", non cité comme de juste. Il suffit, pour se convaincre de l'absurdité de ces révélations, de lire [à quel point] Gisèle Dessaux Prince […] dans sa quête d'un mobile à l'assassinat de son père, est obligé de multiplier les spéculations. »

Quoi qu'il en soit, son échec dans l'affaire Prince signe la fin de sa carrière et la perte de ses soutiens, que ce soient parmi les politiques ou la presse. Bonny lui-même convient à la fin de sa vie, peu avant son exécution, que :

« L'affaire Stavisky, en décembre 1933, est venue anéantir quinze ans de ma vie policière. Jeté en pâture à l'opinion par des chefs indignes, lâches ou complices, je suis devenu, après une campagne de presse sans précédent, un gangster, un bandit, un être redoutable qu'il fallait abattre.
Dans l'esprit public, qu'on le veuille ou non, il en est toujours resté quelque chose. Bonny était synonyme de gangster, de mystérieux, de suspect. »

Bonny à la une durant l'enquête sur l'affaire Prince : l'exemple de L'Intransigeant
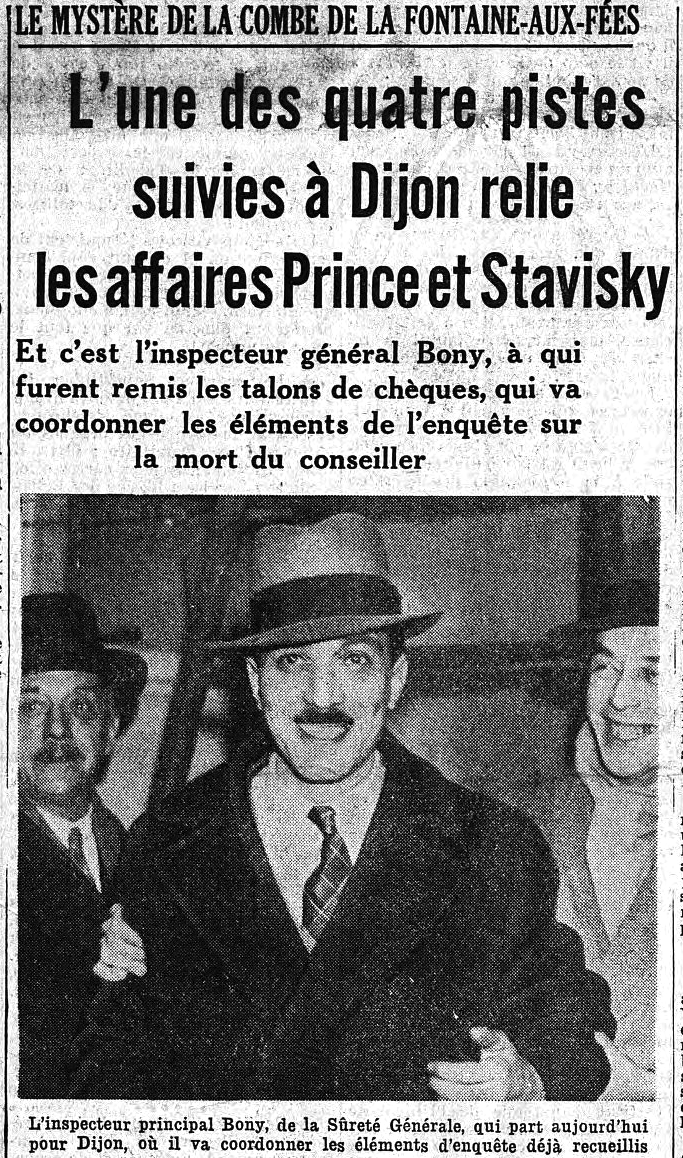
Le 6 mars 1934, trois jours après que l'enquête lui a été confiée par Chéron : « c'est l'inspecteur Bonny à qui furent remis les talons de chèques qui va coordonner les éléments de l'enquête sur la mort du conseiller[79]. »
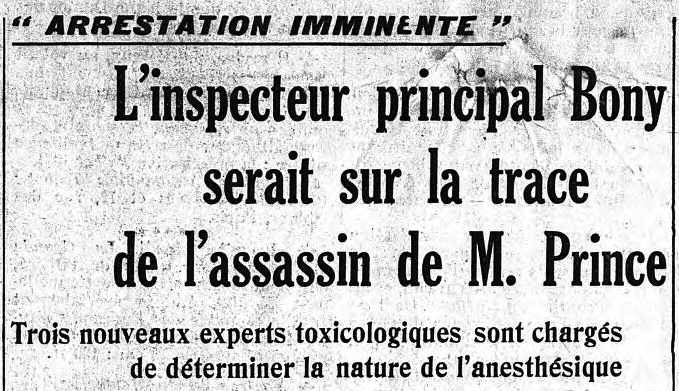
Le 15 mars, près de deux semaines avant le rapport de Bonny qui provoque l'arrestation des trois malfrats, Carbone, Spirito et Lussats : « arrestation imminente. L'inspecteur principal Bonny serait sur la trace de l'assassin de M. Prince[80]. »
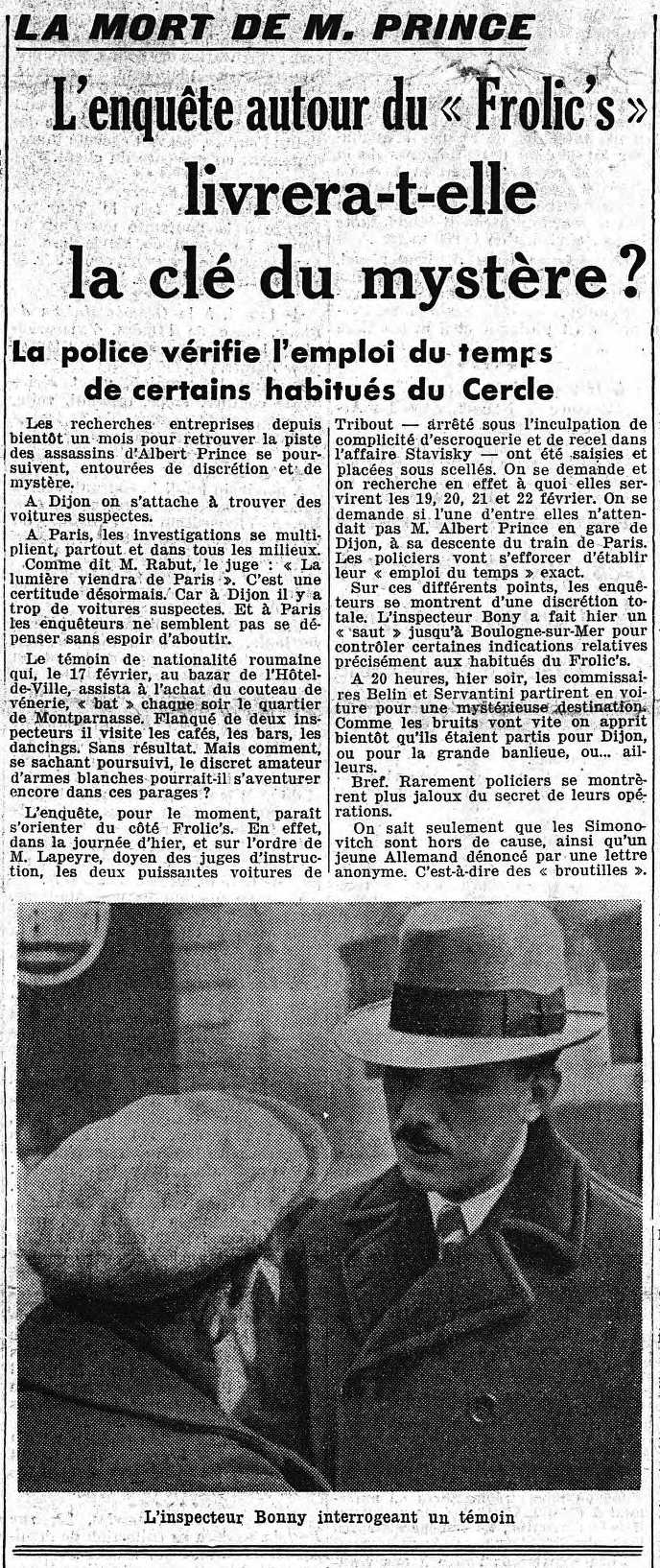
Le 19 mars : « l'inspecteur Bonny interrogeant un témoin[81]. »
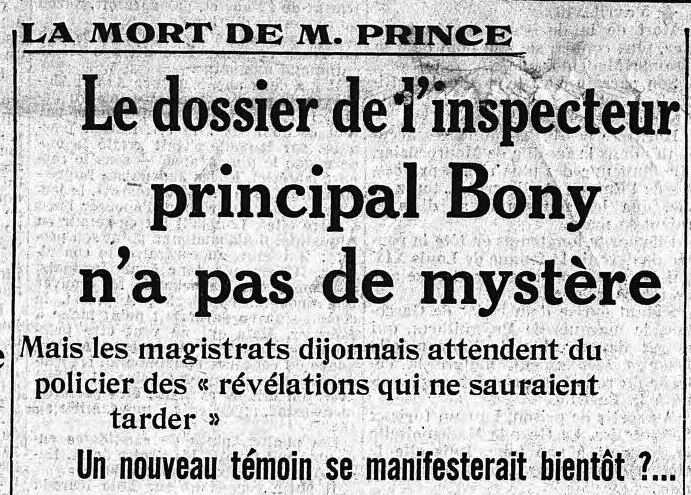
Le 6 avril, alors que l'inculpation de Carbone, Spirito et Lussats est de plus en plus mise en cause : « les magistrats dijonnais attendent du policier des "révélations qui ne sauraient tarder"[82]. »
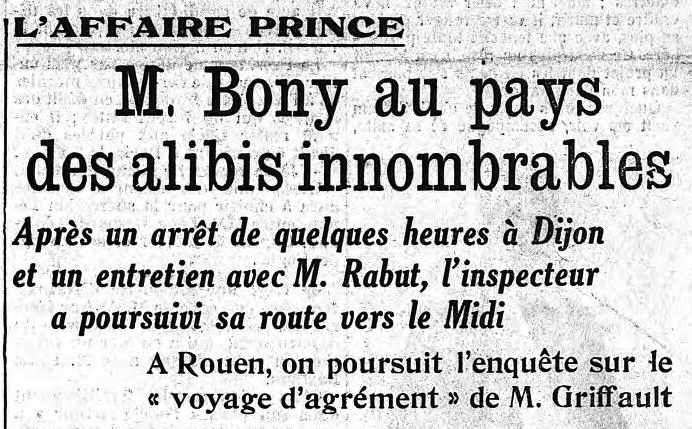
Le 9 avril : « M. Bony (sic) au pays des alibis innombrables. Après un arrêt de quelques heures à Dijon et un entretien avec M. Rabut [le magistrat instructeur], l'inspecteur a poursuivi sa route vers le Midi[83]. »
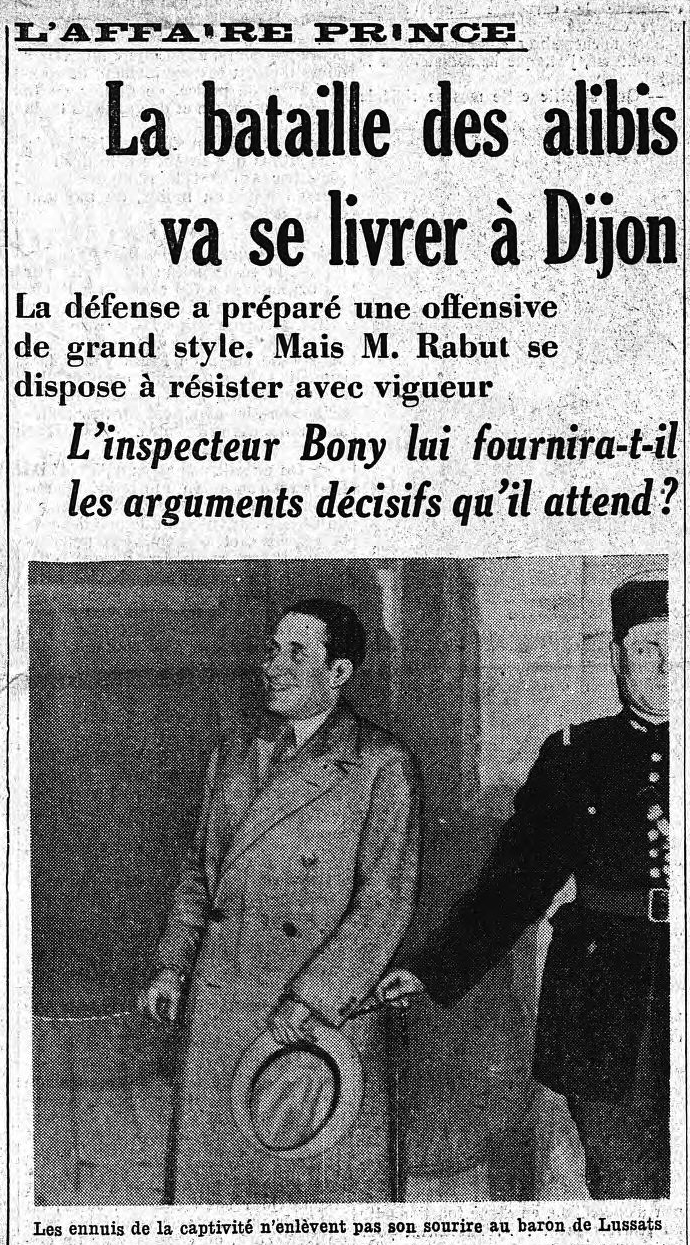
Le 10 avril : « la défense a préparé une offensive de grand style. Mais M. Rabut se dispose à résister avec vigueur. L'inspecteur Bony (sic) lui fournira-t-il les arguments décisifs qu'il attend[84] ? »
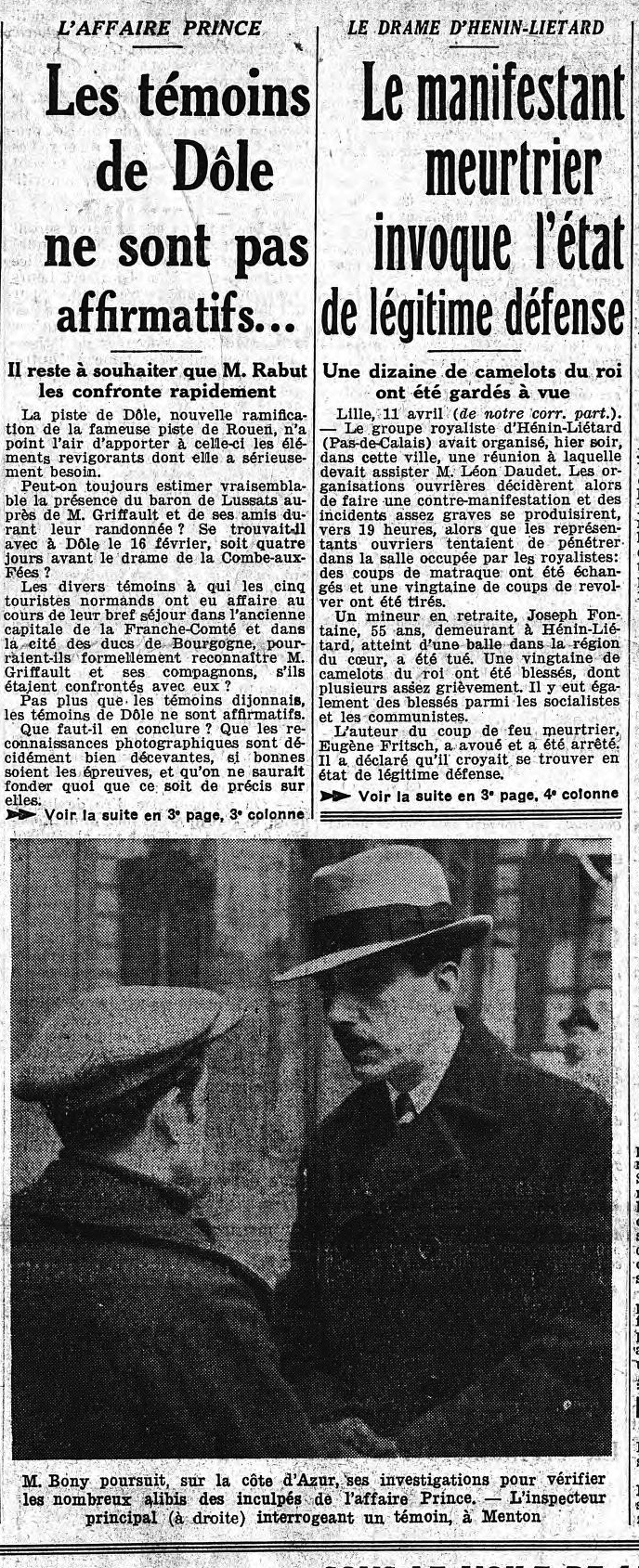
Le 13 avril : « M. Bony (sic) poursuit, sur la côte d'Azur, ses investigations pour vérifier les nombreux alibis des inculpés de l'affaire Prince[85]. »
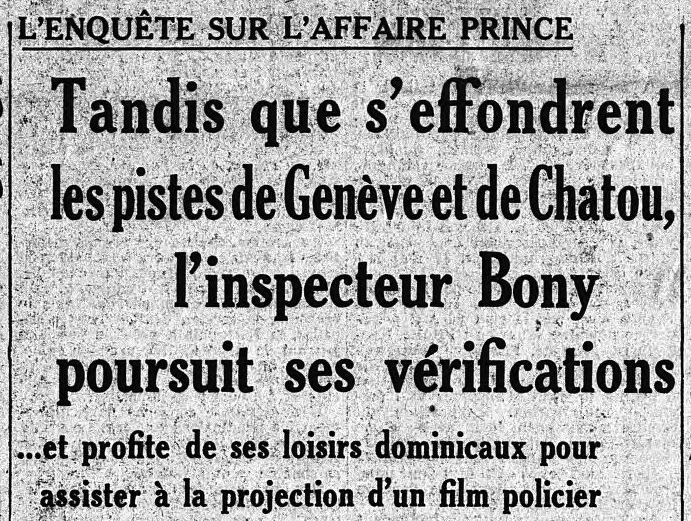
Le 16 avril : « tandis que s'effondrent les pistes de Genève et de Chatou, l'inspecteur Bony (sic) poursuit ses vérifications… et profite de ses loisirs dominicaux pour assister à la projection d'un film policier[86]. »
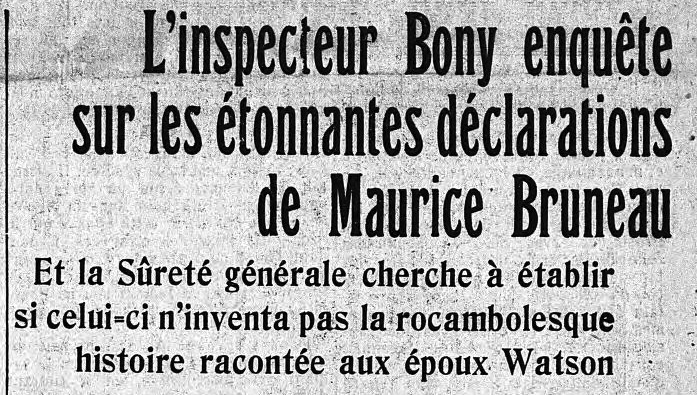
Le 17 avril : « l'inspecteur Bonny enquête sur les étonnantes déclarations de Maurice Bruneau[87]. »
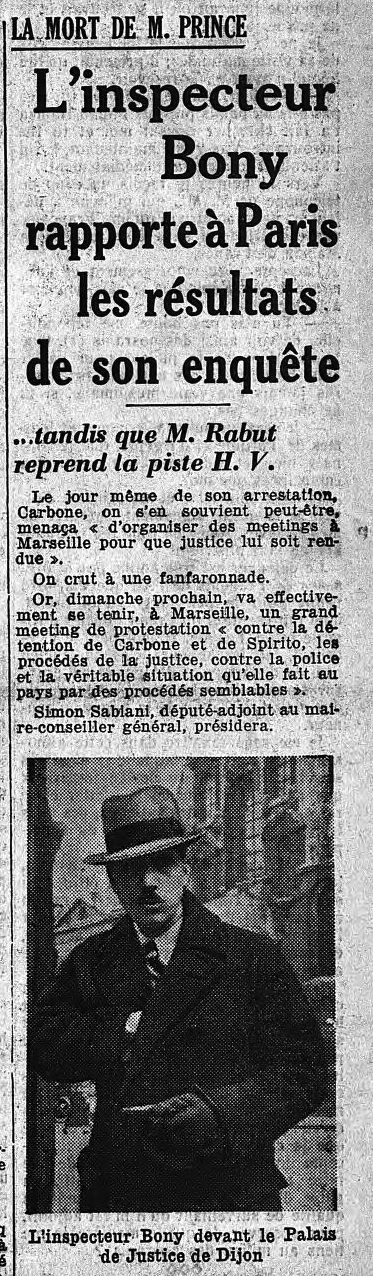
Le 25 avril, veille de la libération de Carbone et Spirito : « l'inspecteur Bonny rapporte à Paris les résultats de son enquête[88]. »

### Le retour des affaires Volberg et Cotillon: la chute

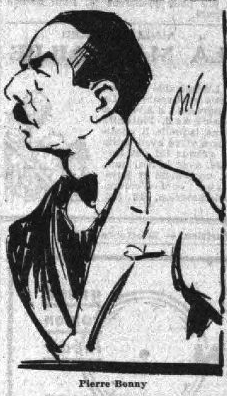
Pierre Bonny caricaturé dans Le Petit Parisien en octobre 1935, lors du procès Volberg, où il est condamné pour corruption.

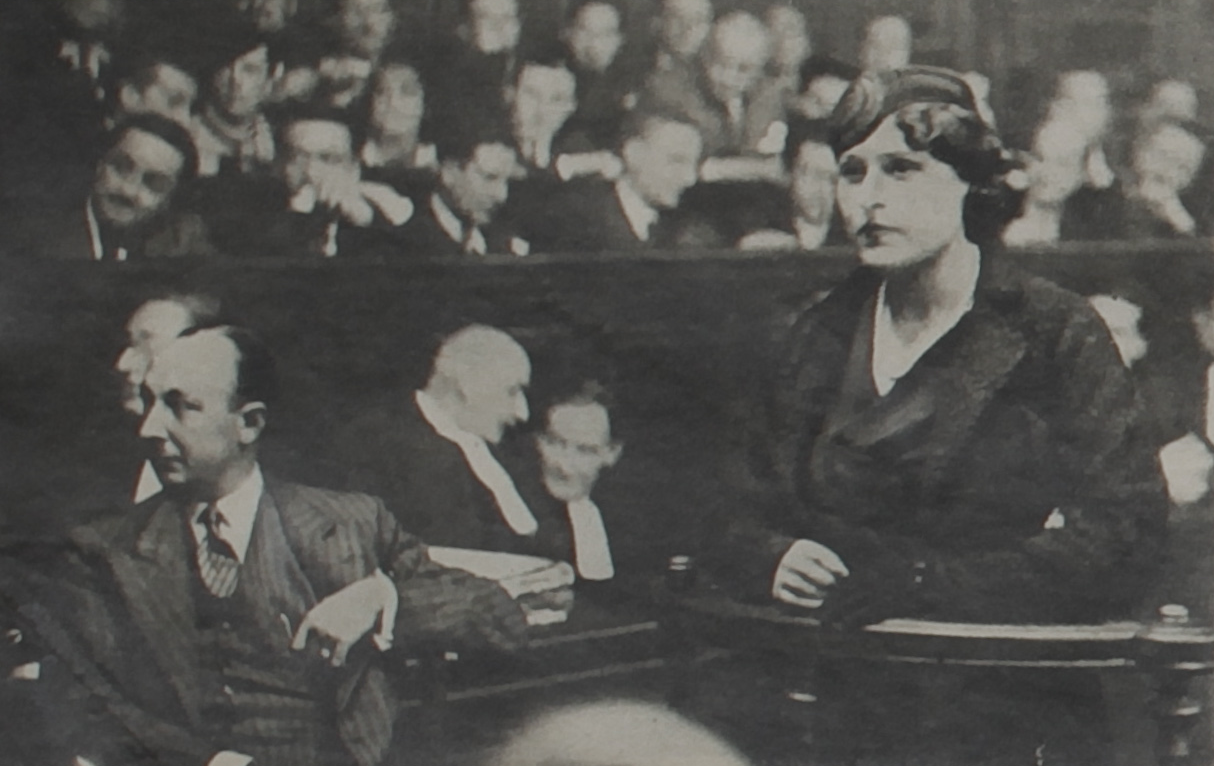
Andrée Cotillon est le témoin surprise du procès intenté par Bonny lui-même au magazine Gringoire pour diffamation : ses déclarations accusant Bonny de tentative de chantage à son endroit font alors sensation.

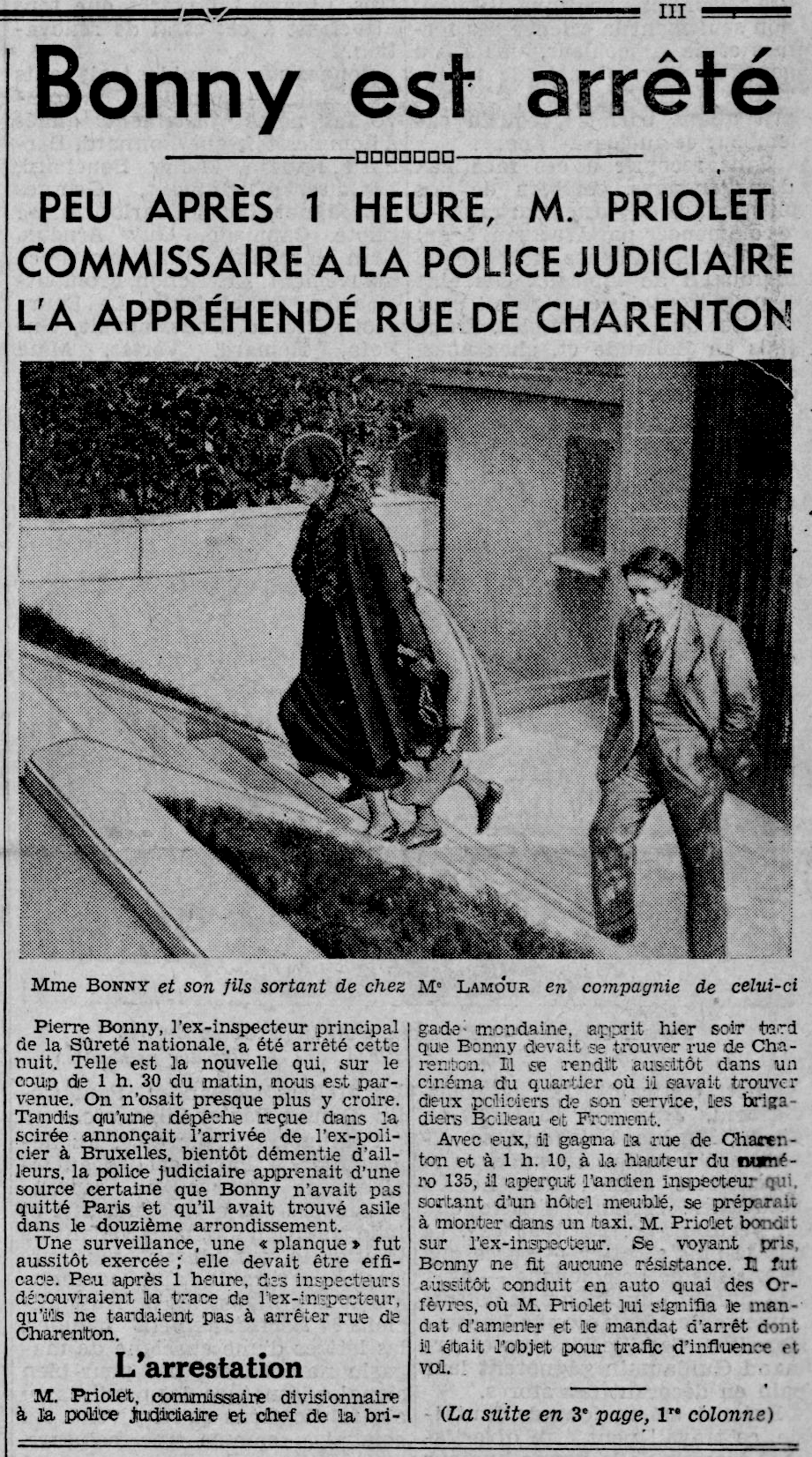
L'arrestation de l'ex-inspecteur Pierre Bonny fait la une du quotidien Le Journal le 14 mars 1935. Sur la photographie, aux côtés de Blanche Bonny, son épouse, et de Me Philippe Lamour, son fils Jacques, qui a alors onze ans et qui publiera en 1975 une biographie en forme de défense de sa mémoire.

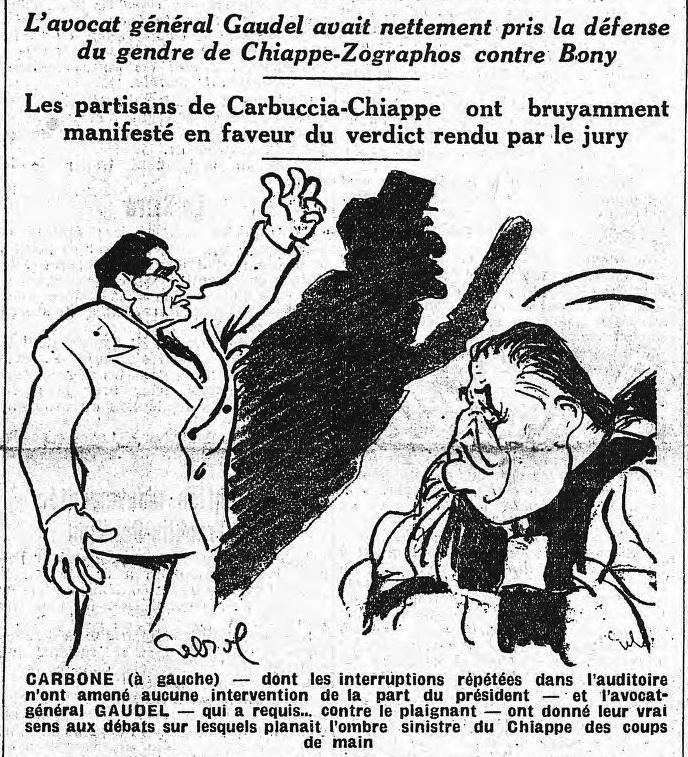
Le procès Bonny - Gringoire représenté dans L'Humanité : derrière le truand Carbone, qui intervient à plusieurs reprises depuis les bancs du public au cours des audiences, l'ombre de l'ex-préfet Jean Chiappe, ennemi avéré de Pierre Bonny.

Bien que déjà relaxé à deux reprises par le conseil de discipline faute de preuves dans l'affaire Volberg, Bonny est à nouveau mis en cause devant la commission d'enquête parlementaire en juin 1934, mais cette fois preuve à l'appui, par Georges Mandel, « sans doute alimenté par son ami Jean Chiappe. » Il est également placé sur la sellette par la presse et par la commission sur les conditions dans lesquels ont été restitués les talons de chèques de Stavisky. Enfin, Simon Sabiani fait opportunément ressurgir l'affaire marseillaise de la cocaïne de 1927. Une information judiciaire est ouverte en juillet concernant l'affaire Volberg, tandis que Bonny fait l'objet d'une suspension administrative. Inculpé pour corruption de fonctionnaire, il est brièvement incarcéré une première fois en décembre 1934.

Selon les souvenirs de Roger Peyrefitte, c'est alors que « l'affaire Stavisky-Prince [déborde] dans le vaudeville » : en effet, entretemps, l'affaire Cotillon ressort spectaculairement en novembre 1934, semble-t-il à l'instigation de Chiappe et de Sabiani. Andrée Cotillon, appelée à témoigner dans le cadre d'un procès en diffamation intenté par Bonny lui-même à l'hebdomadaire Gringoire et à son directeur, Horace de Carbuccia, gendre de Chiappe, revient sur scène et déclare cette fois reconnaître formellement Bonny comme étant l'agent de ses maîtres-chanteurs : 

« Je le reconnais bien. C'est lui ! C'est lui ! M. Hobart m'avait demandé quatre millions. Vous, M. Bonny, vous m'avez pris trois millions ! M. Faillant m'a présenté M. Bonny sous le nom de Pierre. Il a mis la main à sa poche gauche. Il a sorti les photographies. Je les ai reconnues. Il m'a conseillé de faire plaisir à ses amis et il m'a dit qu'il déchirerait les photos. J'ai tout vendu pour payer. On n'a pas déchiré les photos. Elles ont paru dans un journal de chantage. »

Bonny est inculpé pour extorsion de fonds en janvier 1935, à nouveau incarcéré en mars 1935 après avoir lui-même annoncé à la presse son intention de se réfugier à l'étranger, puis condamné en correctionnelle à 6 mois d'emprisonnement et 500 francs d'amende pour violation du secret professionnel, peine ramenée finalement en appel à 3 mois de prison avec sursis. Son procès contre Carbuccia (défendu par Henry Torrès), où il a notamment pour avocat Philippe Lamour, passionnément suivi par le public parisien, se conclut quant à lui en novembre 1934 par l'acquittement du directeur de Gringoire.
Par ailleurs officiellement révoqué de la police en janvier 1935 et renvoyé cette fois devant la Cour d'assises pour l'affaire Volberg (Philippe Lamour y est à nouveau son défenseur), Bonny est encore condamné le 30 octobre 1935 à trois ans de prison avec sursis et 100 francs d'amende pour les faits de corruption de fonctionnaire commis en 1928 et 1929.

Il aura passé en tout huit mois en détention provisoire à la Santé. Pendant tout ce temps, comme le souligne Jacques Delarue, « la presse d'extrême droite a mené contre lui une campagne féroce, en faisant un symbole de la corruption et des tripotages politiques. » En octobre 1934, jour de l'audience de rentrée de la cour de Paris, tandis qu'on rend officiellement hommage à la mémoire du conseiller Prince, on manifeste dans les couloirs du Palais de justice aux cris ironiques de « Justice ! Justice ! Vive Bonny ! » Il est la cible des caricaturistes et des dessinateurs de presse, à l'exemple de Sennep dans L'Écho de Paris. Son nom est même évoqué avec une certaine complaisance par la presse lors de l'affaire Mariani en octobre 1934, qui concerne un tout autre policier marron, appartenant à la brigade mobile de Lille, où il n'est pas en cause. Il est encore brocardé en 1935 sous les traits de « Rossard, le policier maître-chanteur » dans un ouvrage satirique intitulé Le succès. Le scandale!… C'est qu'il y ait encore des honnêtes gens. Son avocat, Me Philippe Lamour, le qualifie d'« homme le plus calomnié de France » et il n'est pas jusqu'à son fils Jacques qui n'est persécuté à l'école, ce dont la presse se fait l'écho. Pour Me Lamour : 

« On a fait de ce petit policier un symbole de tout ce qu'a fait la Sûreté générale […] On l'a jeté en pâture à une opinion publique avide de scandales et qui veut chaque matin son petit roman-policier. Bony (sic), c'est le "traître de mélodrame" qu'on siffle toujours. »

Tandis que Jacques Bonny considère ces affaires comme de purs coups montés contre son père et comme un prétexte utilisé par Chiappe pour se débarrasser de lui après sa mise en cause dans l'affaire Stavisky, Guy Penaud est d'un avis plus mesuré : 

« Même s'il est indiscutable que Pierre Bonny avait été reconnu coupable d'infractions pénales incompatibles avec son statut d'officier de police judiciaire, il est permis d'avancer que sa révocation administrative et ses condamnations pénales furent la manifestation la plus criante de la jalousie quotidienne qui opposait alors Préfecture de police et Sûreté nationale, et sans doute aussi de la haine qui depuis des années opposait l'ancien policier à l'ancien préfet de police. »

### Archives de presse

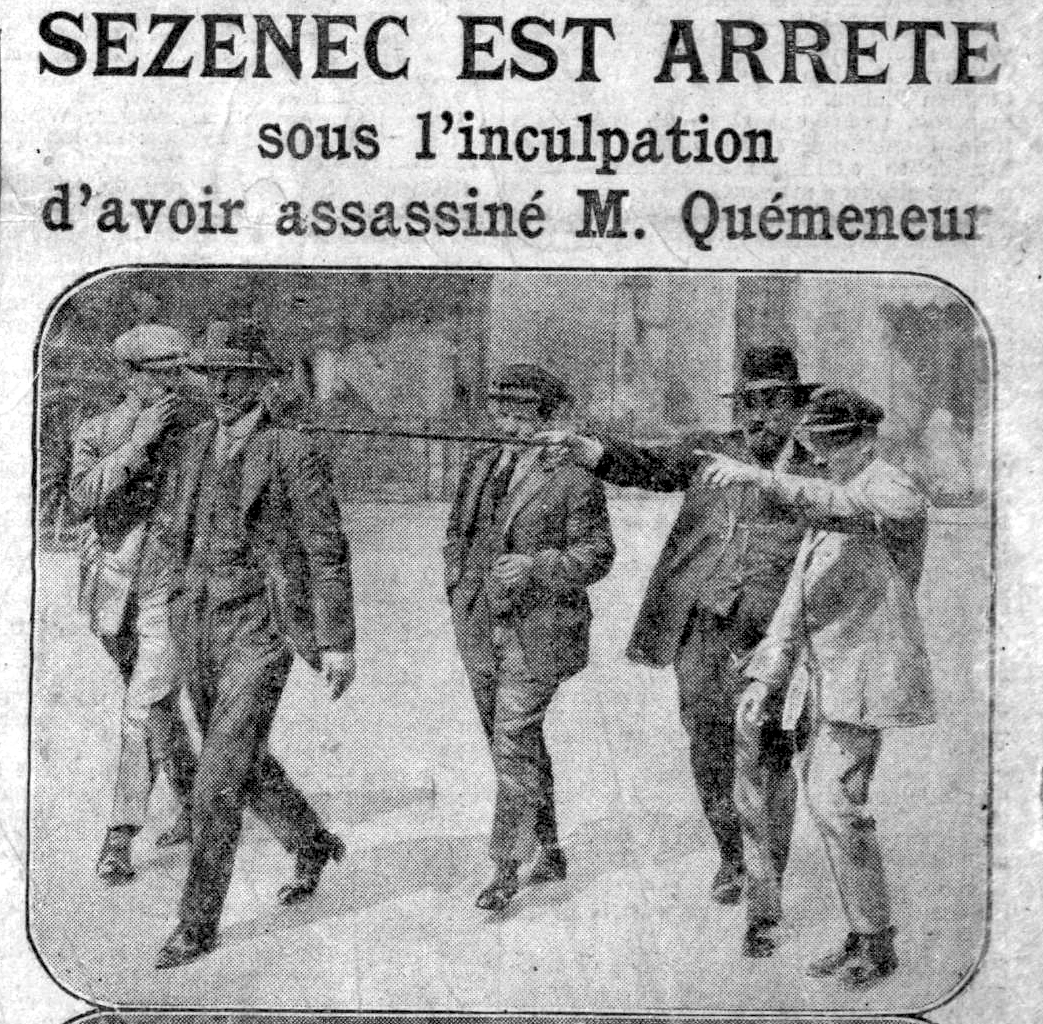
Acteur mineur de l'affaire Seznec en 1923, Bonny apparaît ponctuellement dans la presse à cette occasion, parfois anonymement comme ici dans Le Journal annonçant l'arrestation de Guillaume Seznec (Bonny est le personnage à l'extrême gauche du cliché, marchant en retrait de Seznec ; le second personnage à partir de la droite est le commissaire Vidal).

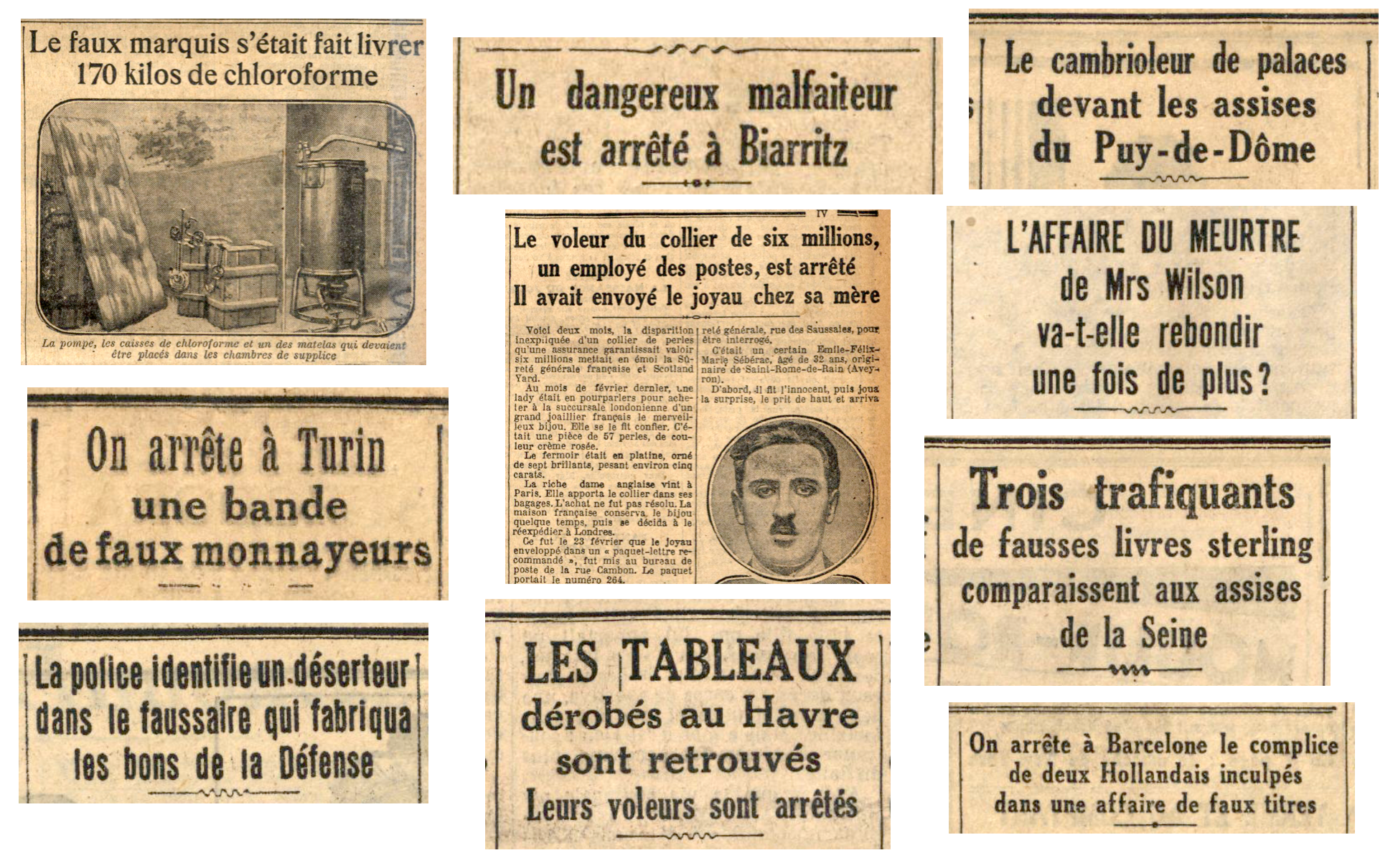
Les articles évoquant Bonny dans la presse avant l'affaire Stavisky : l'exemple du quotidien Le Journal. La première affaire qui établit véritablement sa réputation est celle du faux marquis de Champeaubert en 1924. Dans tous ces articles, Bonny est mentionné, dans le corps du texte, aux côtés de ses collègues et supérieurs.

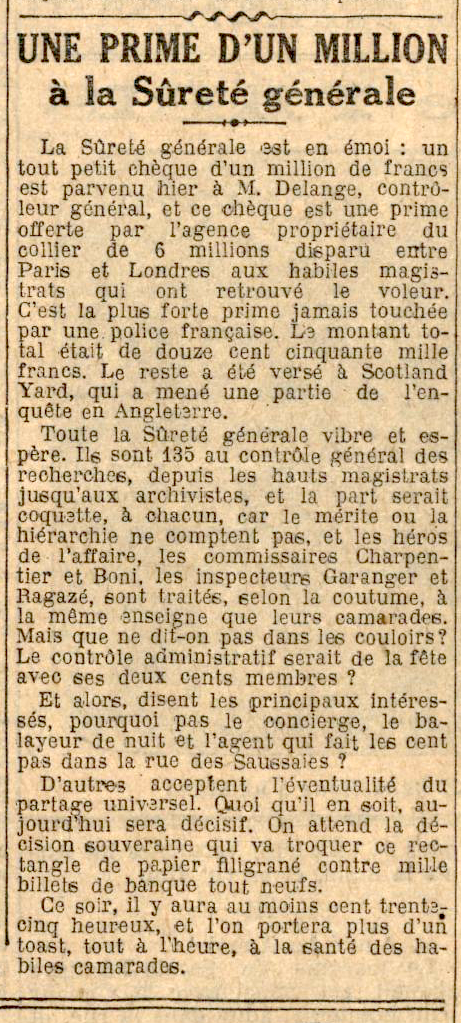
En mai 1928, la presse se fait l'écho d'une prime d'un million de francs versée par Cartier aux agents de la Sûreté à la suite de l'affaire du vol du collier de 6 millions, et de la délicate question du partage de celle-ci. L'inspecteur Bonny, ici désigné comme étant le commissaire Boni (sic), a été l'un des artisans de ce succès.

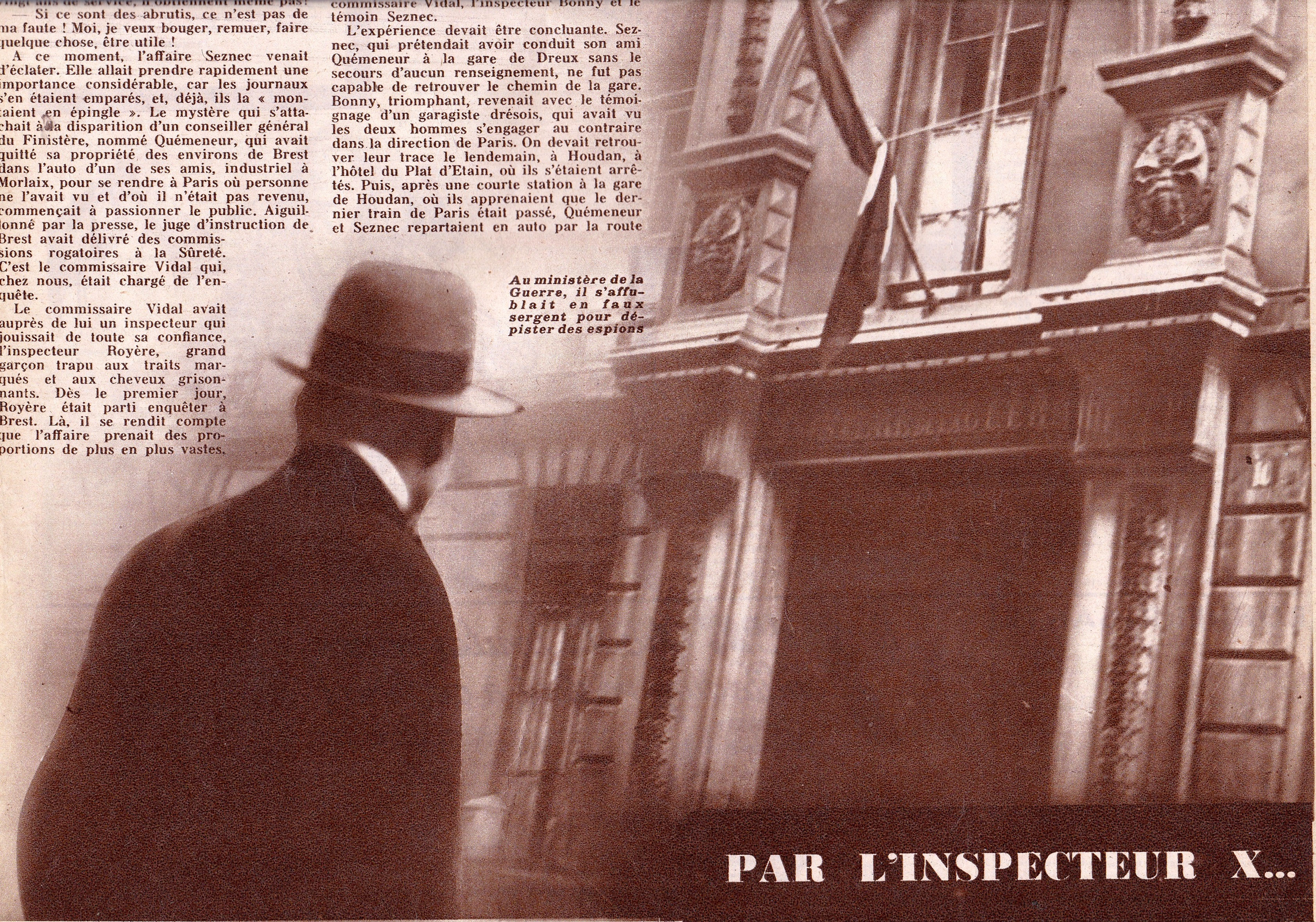
La presse contribue dès le début des années 1930 à fabriquer le passé trouble ou incertain de Bonny : ici, dans ce photomontage illustrant un témoignage à propos de sa mission secrète au ministère de la guerre remontant aux années vingt, dans le magazine Détective du 13 décembre 1934.

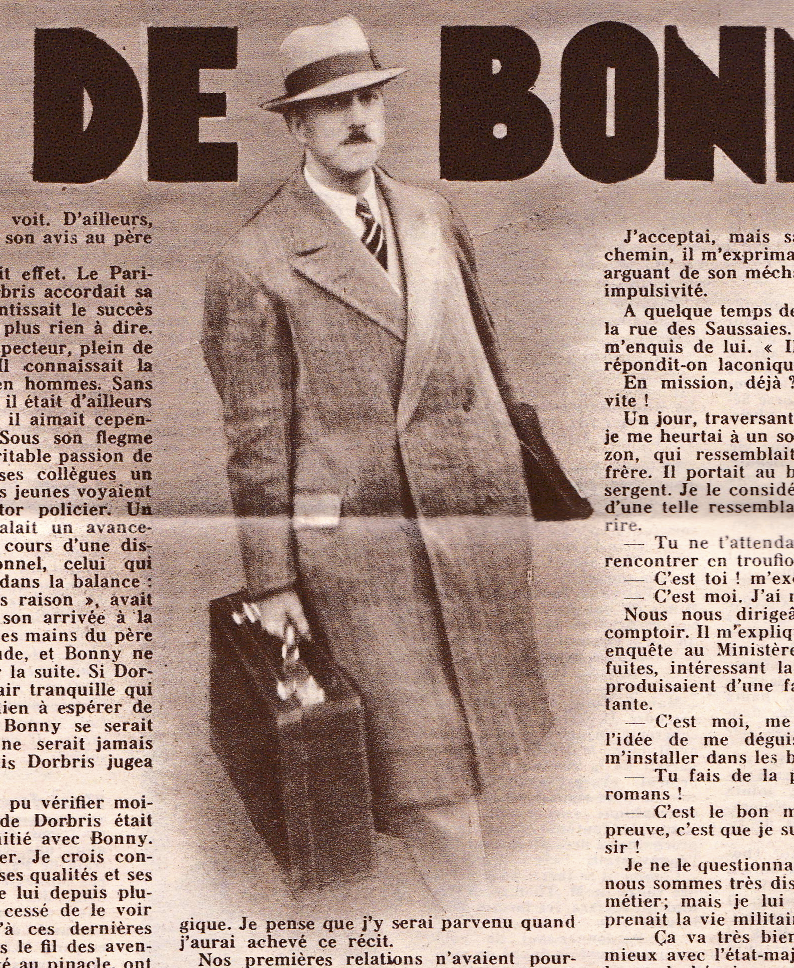
L'image de Bonny telle qu'elle est pratiquement fixée dès les années 1930 : l'homme en pardessus et chapeau, plutôt élégamment vêtu, empressé lors d'une enquête, faisant le bonheur de la presse.

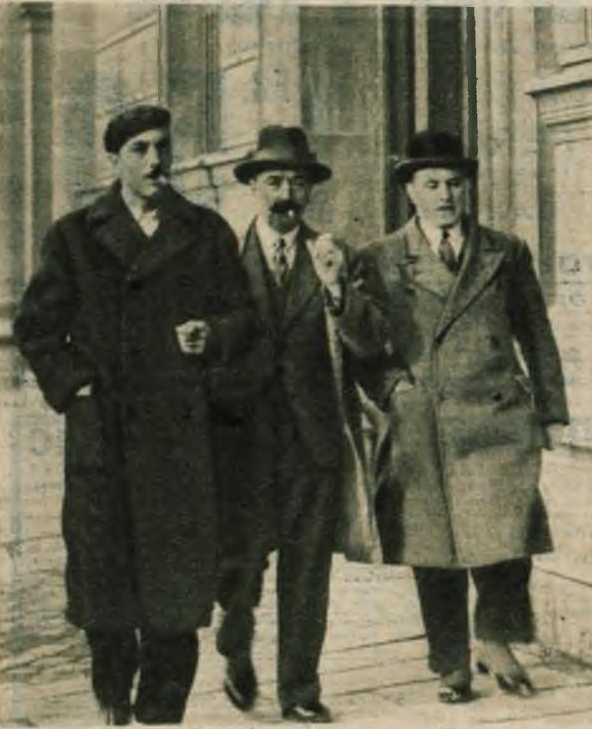
Une image inhabituelle de Bonny, lors de sa remise en liberté après sa première incarcération fin 1934. La même photographie, recadrée, est alors à la une du journal conservateur L'Écho de Paris du 13 décembre 1934 qui annonce la remise en liberté de Bonny, avec comme légende : une photo qui va devenir une rare curiosité : Bonny en tenue de prisonnier, sans faux-col, ni cravate...

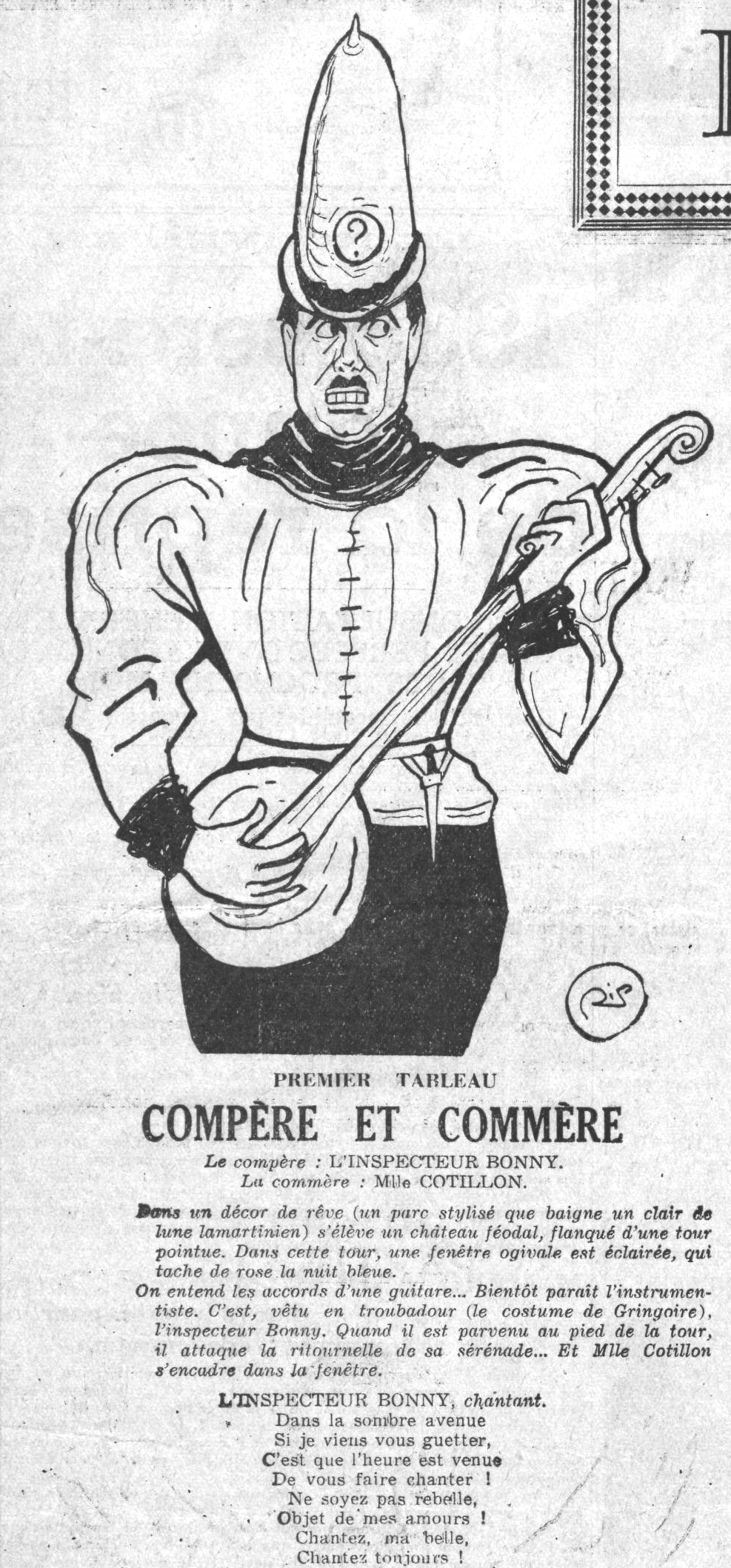
Une tout autre image de Bonny, parodique et vaudevillesque, est parfois donnée, comme ici dans une double page du quotidien Paris-Soir en janvier 1935, intitulée Du Bo… du Bon… Du Bonny…, où il devient l'amoureux de comédie de Mlle Cotillon.

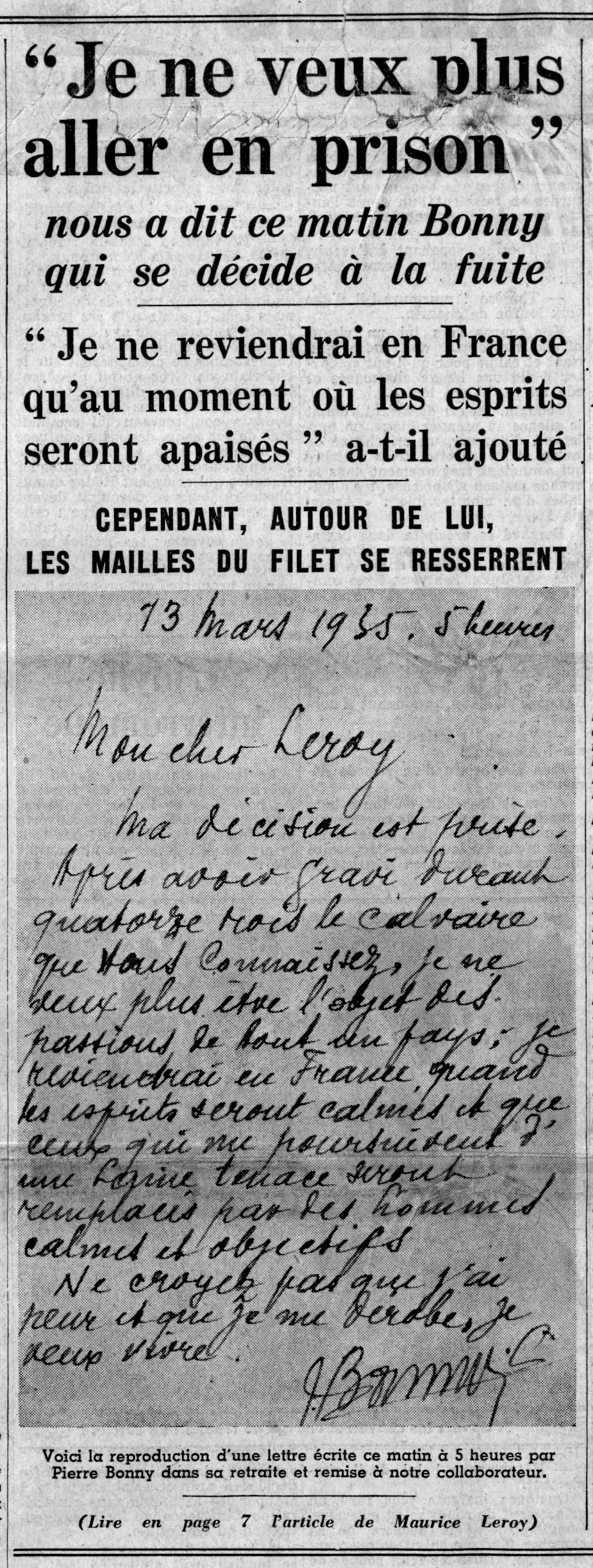
Le sensationnel a une large part dans la presse, comme ici lors de l'annonce de sa tentative de fuite par Bonny en mars 1935 au journaliste Maurice Leroy :

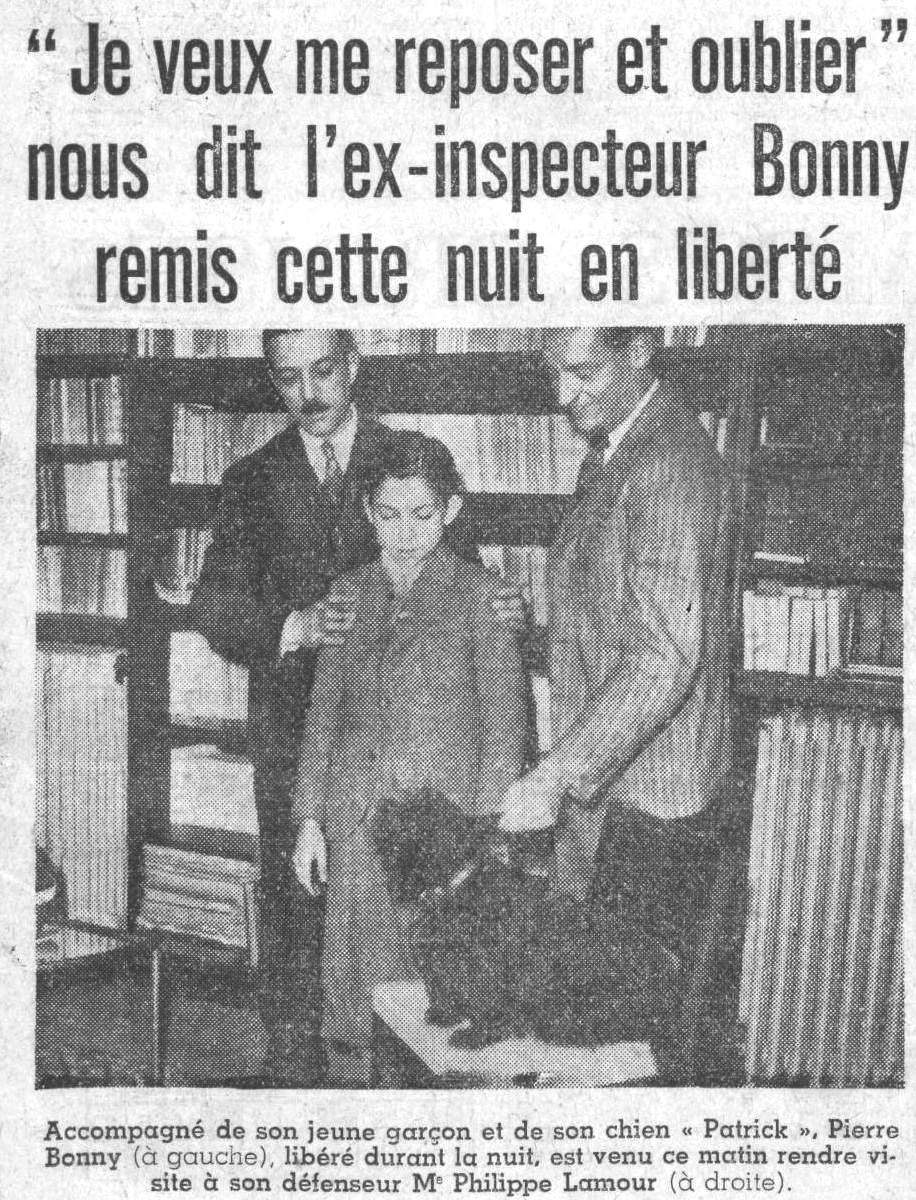
La presse des années 1930 met aussi parfois en scène la dimension humaine de l'affaire Bonny, comme ici Paris-Soir le montrant aux côtés de son fils en octobre 1935, après sa condamnation finale et son renvoi de la Sûreté dans le contexte de l'affaire Stavisky.

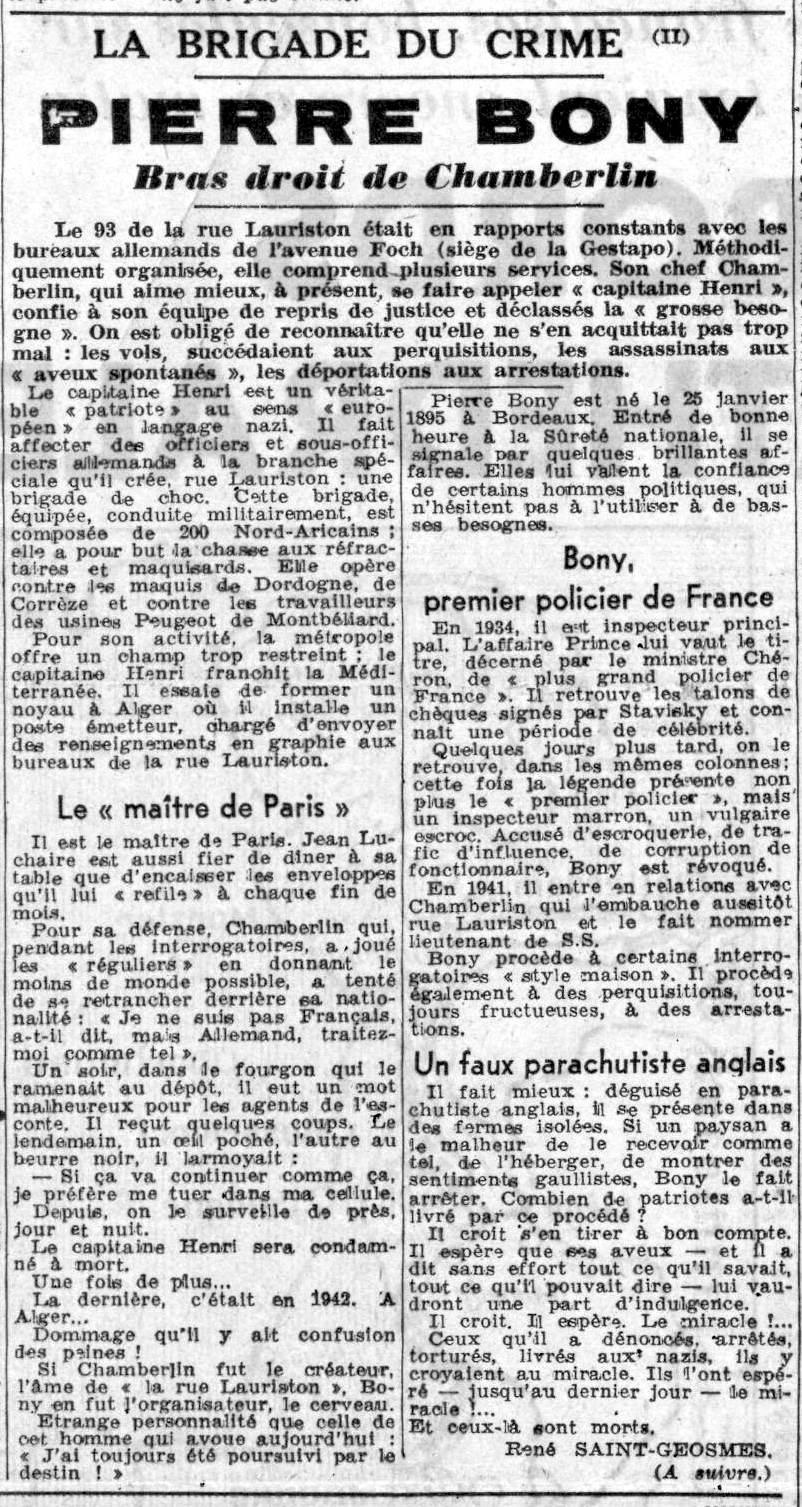
En 1944, le nom de Bonny devient inséparable de celui de Lafont (Chamberlin) et de la gestapo française de la rue Lauriston.

## Les années de vaches maigres (1936-1941)

### Bonny journaliste et détective
Chassé de la police, Bonny se tourne vers le journalisme et devient pigiste pour L'Œuvre et Le Canard enchaîné grâce à Jean Nocher et Pierre Bénard. Dans une situation matérielle précaire, il se serait tourné également vers d'autres activités plus équivoques : sont ainsi évoqués par Guy Penaud un trafic de faux timbres et la surveillance de groupes d'extrême-droite en tant que détective privé pour le compte des ministres de l'intérieur Albert Sarraut et Marx Dormoy, à moins qu'il ne s'agisse, comme c'est plus fréquemment le cas pour des policiers révoqués, d'« une agence de "Contentieux" » selon Dominique Kalifa. Grégory Auda est plus affirmatif sur cette reconversion forcée, soulignant que « disposant d'un réseau très fiable d'indicateurs, capable de tordre la loi pour les besoins de ses enquêtes, fin connaisseur des milieux interlopes de la capitale et des cercles politiques d'extrême droite, [Bonny] reste un professionnel du renseignement et de l'investigation. Après son limogeage, il continue donc de travailler dans son domaine d'excellence. »
Jacques Bonny, lui, ne fait aucune allusion à ces activités de détective, soulignant que son père aurait coupé alors toute relation avec le milieu policier et que sa famille, réfugiée d'abord en province, ne doit sa survie matérielle durant cette période qu'à la générosité de quelques proches, outre celle des amis journalistes de son père, et à Bonny lui-même qui n'aurait alors pas hésité à se faire, un temps, pêcheur de crevettes au Cap Ferret.

### La Cagoule

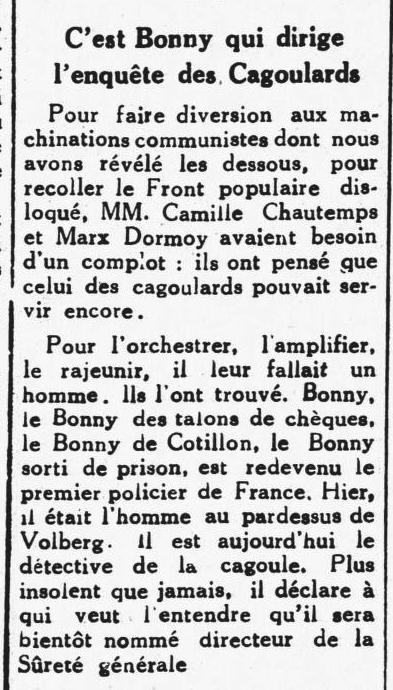
L'hebdomadaire Le Nouvelliste d'Indochine dénonce le rôle supposé de l'ex-inspecteur Pierre Bonny dans l'affaire de la Cagoule en 1937, et évoque Bonny, le Bonny des talons de chèques, le Bonny de Cotillon, le Bonny sorti de prison […] l'homme au pardessus de Volberg.

C'est pourtant de manière mieux attestée que Bonny est mêlé à l'automne 1937 au démantèlement de la Cagoule – organisation secrète issue des milieux radicaux de l'Action française – sans pour autant obtenir en retour du ministre de l'Intérieur Marx Dormoy la réintégration manifestement escomptée : c'est par son intermédiaire que Thomas Bourlier (membre de l'organisation ou indicateur infiltré par Bonny lui-même) révèle une liste de caches d'armes de la Cagoule ainsi que le nom d'une partie de ses membres. Sous le titre « Le mystère du rôle joué par Bonny dans l'affaire du C.S.A.R. reste entier », Le Figaro du 18 février 1938 cite laconiquement le directeur général de la Sûreté nationale, qui déclare à ce propos : « jamais je n'ai entendu parler dans le cabinet de M. Marx Dormoy, le prédécesseur de M. Albert Sarraut [Ministre de l'intérieur], de la réintégration de l'inspecteur Bonny. Quant aux indicateurs de la Sûreté nationale, il nous est impossible naturellement de les faire connaître. » Bonny, lui, publie plusieurs articles vantant son propre rôle dans l'affaire, en 1938, dans l'hebdomadaire syndical de Léon Jouhaux, Messidor – Le grand magazine du peuple.

Preuve, s'il en est besoin, de l'image déjà laissée par Bonny, le polémiste d'extrême droite Robert Brasillach ne manque pas, en décembre 1937, de dénoncer le fait que, selon lui, « rue des Saussaies [siège de la Sûreté] tout est dirigé, on le sait maintenant, par l'inspecteur Bonny et par le sinistre Voix, du Vieux Logis de Chamonix. Ce sont les mêmes qui reparaissent, et la Mafia est bien heureuse d'avoir rencontré la Cagoule. » L'implication de Bonny, abondamment relevée et indissociable des souvenirs proches de l'affaire Stavisky, nourrit plus généralement, d'abord à droite, le sentiment d'une partie de l'opinion que l'affaire de la Cagoule serait un complot gouvernemental. D'autres, cependant, ne sont pas dupes de cette association forcée, à l'exemple de Jean-Maurice Hermann, du Populaire, qui la parodie ainsi : 

« Le C.S.A.R. n'existe pas ! Les plans, les mitrailleuses, les assassinats ! Vulgaires bobards ! Tout ça, savez-vous ce que c'est ? Une combine policière. Et savez-vous qui l'a montée ? L'inspecteur Bonny, parbleu, celui qui a embrassé Stavisky, tué Prince, brûlé Jeanne d'Arc, vendu l'avion-canon au Honduras et trahi Vercingétorix… »

Quant à la portée finale de l'initiative menée par Bonny contre cette organisation, elle demeure difficile à déterminer. Sans y faire mention d'un quelconque rôle joué par l'ex-inspecteur Bonny, l'historien Frédéric Freigneaux souligne que « très vite, la police réussit à infiltrer certains de ses agents au cœur de la Cagoule. Avant même les attentats de septembre 1937, la police en connaît les principaux chefs. […] Le 16 septembre, elle […] trouve la liste des adhérents du mouvement terroriste. » Bien avant, donc, l'intervention de Bonny qui se situe en octobre, et qui n'aurait donc pas été aussi décisive que la presse l'a alors supposé.
Enfin, Angelo Tasca mentionne dans son journal de guerre qu'« il est probable que Bonny n'ait pas été étranger à [la] fin d'Eugène Deloncle », exécuté en janvier 1944 par la Gestapo.

### Bonny contre la cinquième colonne?
Jacques Bonny est, semble-t-il, la seule source à relater une dernière intervention de son père dans les affaires occultes au cours de cette période. Selon son témoignage, Bonny aurait tenté en 1939 de démasquer un réseau d'espions allemands, une fois encore grâce aux informations fournies par Georges Hainnaux et cette fois grâce à des fonds apportés par le Consistoire israélite. Les informations en question n'auraient, finalement, pas été exploitées, ignorées du pouvoir en place.
Signe du discrédit où est tombé Bonny, lorsqu'une tout autre affaire d'espionnage est évoquée dans la presse en juillet 1939, on souligne qu'« au nombre des informations fantaisistes auxquelles fait allusion le président du Conseil figure celle selon laquelle l'ex-inspecteur Bonny a participé à l'enquête. Cette information est démentie aux meilleurs sources et l'on précise qu'elle est de nature à déconsidérer aux yeux du public l'affaire actuelle. »

## La rue Lauriston (1942-1944)
Fin 1941 ou début 1942, Bonny rejoint la Gestapo française installée au 93, rue Lauriston (dite « la Carlingue ») sous la direction d'Henri Lafont dont il devient l'adjoint et dont les activités concernent essentiellement alors le racket des trafiquants et le vol au cours des perquisitions. Les intermédiaires de ce recrutement sont incertains : sont évoqués en particulier l'ancien avocat et homme politique Jean Aimé Guélin, trafiquant proche de l'entourage de Pierre Laval et indicateur de la Gestapo, ainsi que le capitaine Wilhelm Radecke, adjoint d'« Otto » Hermann Brandl de l'Abwehr, le responsable des « bureaux d'achats » allemands en France. Son cas n'est d'ailleurs pas exceptionnel : d'autres anciens policiers révoqués se retrouvent également aux côtés des malfrats de la bande Lafont ou des autres officines de la Gestapo française. Bonny y recrute lui-même son propre neveu, Jean-Damien Lascaux.

Pierre Bonny et Henry Lafont caricaturés dans L'Humanité, lors du procès de la Gestapo française de la rue Lauriston, le 2 décembre 1944.

Tout en qualifiant de « descente aux enfers » les années de collaboration de son père, Jacques Bonny soutient que celui-ci a ignoré jusqu'au procès de 1944 l'étendue des exactions et des tortures exercées par la bande de Lafont, qu'il n'y a joué qu'un rôle administratif, qu'il n'a participé à la traque des résistants que contraint et forcé par Lafont, Knochen et la Gestapo allemande, qu'il « ne prit jamais part à aucune action » de la Brigade nord-africaine et qu'il n'a mené à Tulle qu'une brève « mission d'intendance. » Une tout autre réalité est cependant révélée par les archives judiciaires et les témoignages.

### Bureaucrate, mais aussi tortionnaire
Prenant la succession du secrétaire de Lafont, Edmond Delahaye, Bonny joue en premier lieu un rôle clé d'organisateur de ce qui était avant tout un groupe de mercenaires tels qu'Abel Danos, Alexandre Villaplane ou encore Pierre Loutrel, et que fréquente également… François Spirito : il en tient la caisse, dirige le personnel, rédige les procès-verbaux et gère rapports, dossiers et procédures. Il en témoigne lui-même : « lorsque nous avions une affaire à traiter, une procédure judiciaire était dressée par moi et, le cas échéant, c'est-à-dire si Lafont l'estimait utile, cette procédure était traduite en allemand et remise avec les inculpés aux deux sous-officiers [allemands du SD], qui écrouaient directement les inculpés. »
Ainsi que le résume le procureur Marcel Reboul lors de son procès en 1944 : « vous avez, par votre connaissance administrative, donné à la Gestapo française le lien qui lui manquait. Vous en avez fait une administration officielle, vous avez assuré la pérennité de sa puissance. A votre apparition, l'assemblage disparate de malfaiteurs que Lafont avait réunis en une bande organisée devait devenir ce que vous avez appelé le Service. Il s'y rédige des rapports qui ont la forme administrative. Les Allemands savent qu'ils peuvent compter sur vous d'une façon durable et ils vous englobent dans leur système administratif. »

Mais il est aussi établi que, malgré ses dénégations, Bonny participe personnellement aux interrogatoires et aux violences exercées en ces occasions. Un témoin, parmi d'autres, déclare en 1944 : 

« Le 3 mai 1944, j'ai été arrêté par quatre policiers du Capitaine Henri, comme suspecté d'appartenir à la Résistance. Ils m'ont conduit devant le Capitaine Henri Lafont et le lieutenant Pierre Bonny. Ils m'ont posé des questions et, jugeant mes réponses insatisfaisantes, le lieutenant Pierre a commencé à me porter des coups au visage. Devant mon obstination à ne pas avouer, j'ai été conduit à la salle de bains, située au 1er étage. Là, ils m'ont mis des menottes en les serrant si fort que les branches se sont incrustées dans mes poignets. […] Ils enroulèrent ensuite une corde autour de ma poitrine et de mes bras, et me ligotèrent les chevilles. L'un de mes tortionnaires me saisit par la tête, tandis qu'un autre me soulevait par les pieds. Ils me plongèrent dans une baignoire remplie d'eau glacée. Pendant 1h30, ils me torturèrent, m'immergeant la tête jusqu'à suffocation. Entre les reprises, ils me posaient des questions. Je m'évanouissais souvent. »

### La traque des résistants
Comme le souligne Grégory Auda, « cette association [de Lafont et de Bonny], qui alliait l'instinct du prédateur à la rigueur de l'administrateur, allait se révéler redoutablement efficace dans la lutte contre la Résistance. »
Bonny est en contact répété avec le colonel Helmut Knochen, chef de la police de sûreté (SIPO) et du service de sécurité (SD) pour la France, voire sous ses ordres. S'il n'est pas l'initiateur de la chasse aux résistants et aux maquisards vers laquelle se tourne bientôt la Gestapo de la rue Lauriston, il y joue, selon Guy Penaud, un rôle essentiel : il est, par exemple, l'auteur de l'arrestation de Geneviève de Gaulle le 20 juillet 1943, prise dans une souricière tendue aux membres du réseau Défense de la France. Après qu'elle a révélé son identité à Bonny, elle est interrogée à l'annexe de la rue Lauriston située place des États-Unis, puis remise à la Gestapo.

### La Brigade nord-africaine
Il prend part enfin aux opérations menées en province par la « Brigade nord-africaine. » Créée en janvier 1944 par Lafont et Mohamed El-Maadi, avec le soutien notamment de Jean Luchaire, celle-ci était censée décharger les armées allemandes de la lutte contre les maquis du Limousin. Forte de 250 à 300 hommes, elle est envoyée dans le Périgord, Dans les faits, durant les cinq mois de sa présence, elle s’illustre surtout par ses innombrables exactions et massacres parmi lesquels ceux de Brantôme (Dordogne) (26 mars 1944) le plus connu des exécutés Georges Dumas (résistant), Sainte-Marie-de-Chignac (27 mars 1944), Saint-Martin-de-Fressengeas, Mussidan (52 fusillés) et encore en Franche-Comté et dans le Limousin, puis se replie à Paris fin mai, après des pertes importantes, avant de se décomposer en juillet 1944.
Bonny reçoit à cette occasion le grade et l'uniforme de lieutenant dans la SS. Il participe à l'expédition de Tulle en avril 1944 où, contrairement à ses affirmations ultérieures lors de son procès, il est attesté qu'il prend une part active aux exactions de la Brigade, aussi bien lors des interrogatoires que lors des actions sur le terrain.

### Fuite, procès et condamnation

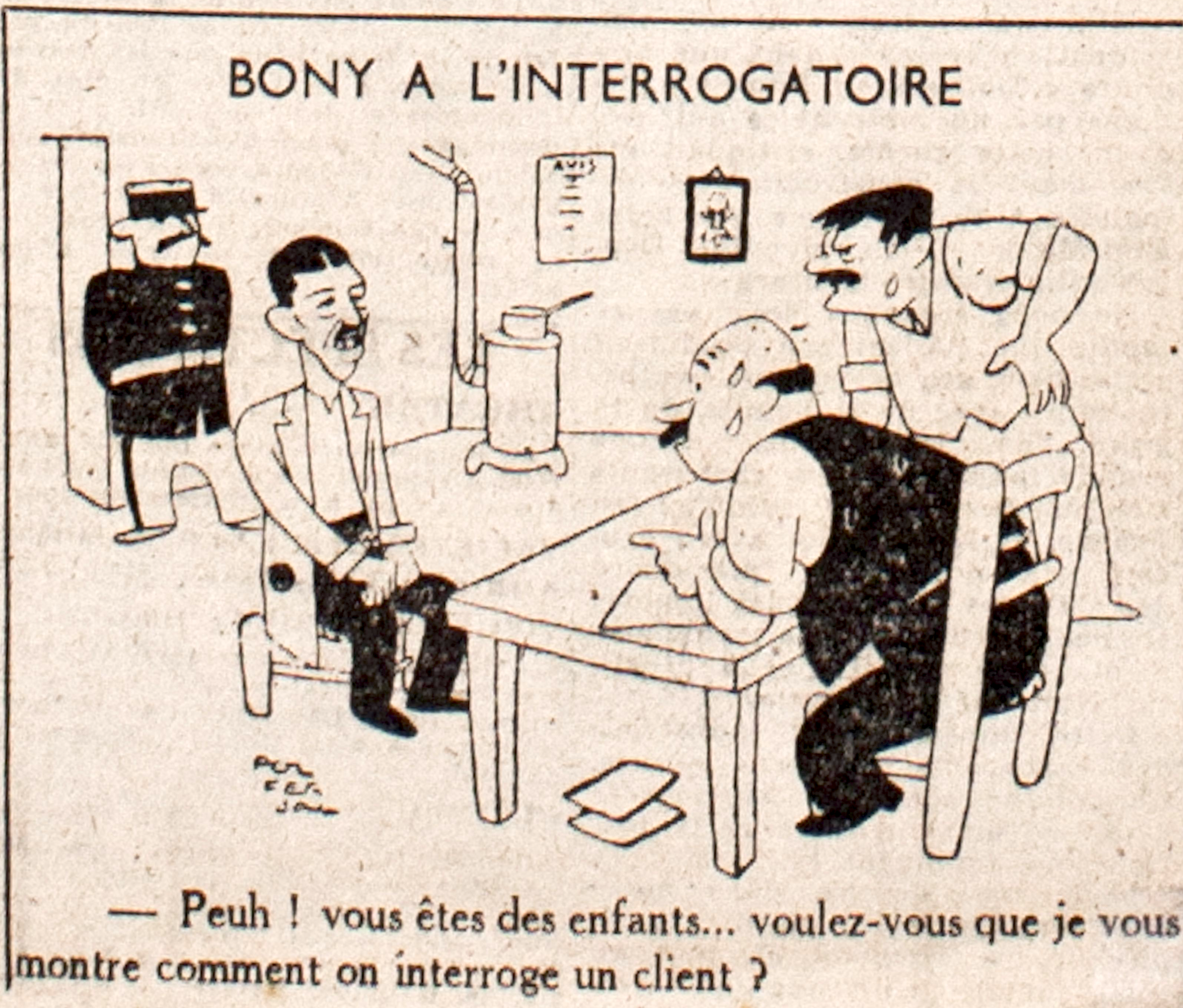
Témoignage de la réputation de l'ex-inspecteur, cette caricature publiée dans Franc-Tireur en septembre 1944, intitulée Bony (sic) à l'interrogatoire : Peuh ! Vous êtes des enfants Voulez-vous que je vous montre comment on interroge un client ?

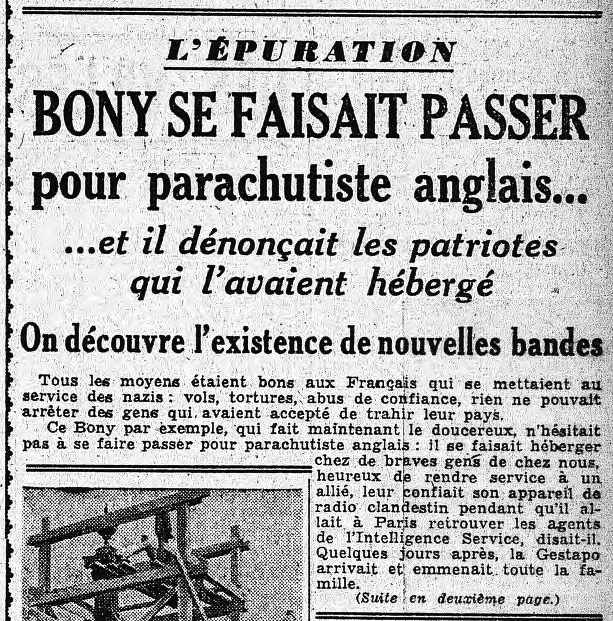
Le journal L'Humanité titre en une, en septembre 1944, sur Pierre Bonny avant le procès de la Gestapo française de la rue Lauriston (son nom est incorrectement orthographié).

Après avoir géré la liquidation de la rue Lauriston, distribuant des « primes de départ » et détruisant les dossiers, Bonny est dénoncé avec Lafont par Joseph Joanovici. Ils sont capturés avec leurs familles le 31 août 1944 dans une ferme du Loiret à Bazoches-sur-le-Betz.
Bonny « compte sur la solidarité policière pour lui éviter le pire. Il est prêt à collaborer en espérant que la Justice tiendra compte de cette coopération spontanée » : il livre les noms des membres de la Carlingue, rédigeant lui-même, selon son fils, les procès-verbaux de ses interrogatoires. Mais, « habilement, il mélange le vrai et le faux, procède à un véritable chef-d'œuvre de montage dans lequel il s'attribue le beau rôle et amoindrit considérablement ses responsabilités en chargeant ses complices à outrance. »
Le procès de la bande Bonny-Lafont s'ouvre le 1er décembre 1944 devant la cour de justice de la Seine. Bonny comparaît aux côtés de dix autres accusés dont Lafont. Lors de l'ouverture du procès, Édouard Helsey décrit, dans Le Figaro, un Bonny « amaigri, disloqué, verdâtre » et gardant toujours la tête baissée. Les audiences sont l'occasion de nombreux témoignages spontanés et s'en tiennent essentiellement à ce qui a trait à la collaboration, laissant de côté les activités criminelles. Selon le Parisien libéré, « Bonny, à force de dénonciations, espère pourtant avoir sauvé sa tête. » Roger Maudhuy écrit à ce propos : « Lafont prend tout sur lui, couvre ses hommes. Bonny ergote, larmoie, discute, implore. Un homme et une carpette. » Il est pourtant condamné à mort le 11 décembre 1944 et fusillé, au fort de Montrouge, le 27 décembre de la même année. La morgue de Lafont lors de son exécution est fréquemment opposée à la lâcheté d'un Pierre Bonny effondré, pleurant et gémissant face au poteau. Jacques Bonny s'élève contre ces affirmations, rejoint par Grégory Auda qui souligne que « Le panache [dont fit preuve Lafont] contribua à l'édification de son mythe, au détriment de Bonny qui fit figure de lâche et de "balance". Cela est injustifié car si Bonny parla, il ne s'effondra pas à l'annonce du jugement et affronta le peloton avec résignation. »

Jacques Bonny soutient que l'instruction et le procès, menés à charge, n'ont pas retenu ce qui aurait dû être porté au crédit de son père, à savoir les « services de sauvetage, grâces, libérations » qu'il aurait rendus. Les commentateurs s'accordent à constater que « l'instruction de l'affaire dite de la rue Lauriston fut réduite à sa plus simple expression » et que le procès fut en effet expéditif. Pour Guy Penaud : 

« En fait, Pierre Bonny a payé pour toutes les atrocités commises pendant trois années, certaines par lui, mais également par tous ceux, hommes bien peu recommandables, qu'il avait, pour certains recrutés, pour tous les autres commandés, et dont il avait couvert les actions criminelles qu'il ne pouvait ignorer. »

## Une postérité complexe
Comme le signale l'historien Michel Pierre, la figure de Pierre Bonny est avant tout interprétée à rebours, après-coup, à partir de l'image du collaborateur de la rue Lauriston projetée sur tout son passé, non sans anachronismes parfois,,.

### Comment le «premier policier de France» devient-il un gestapiste?

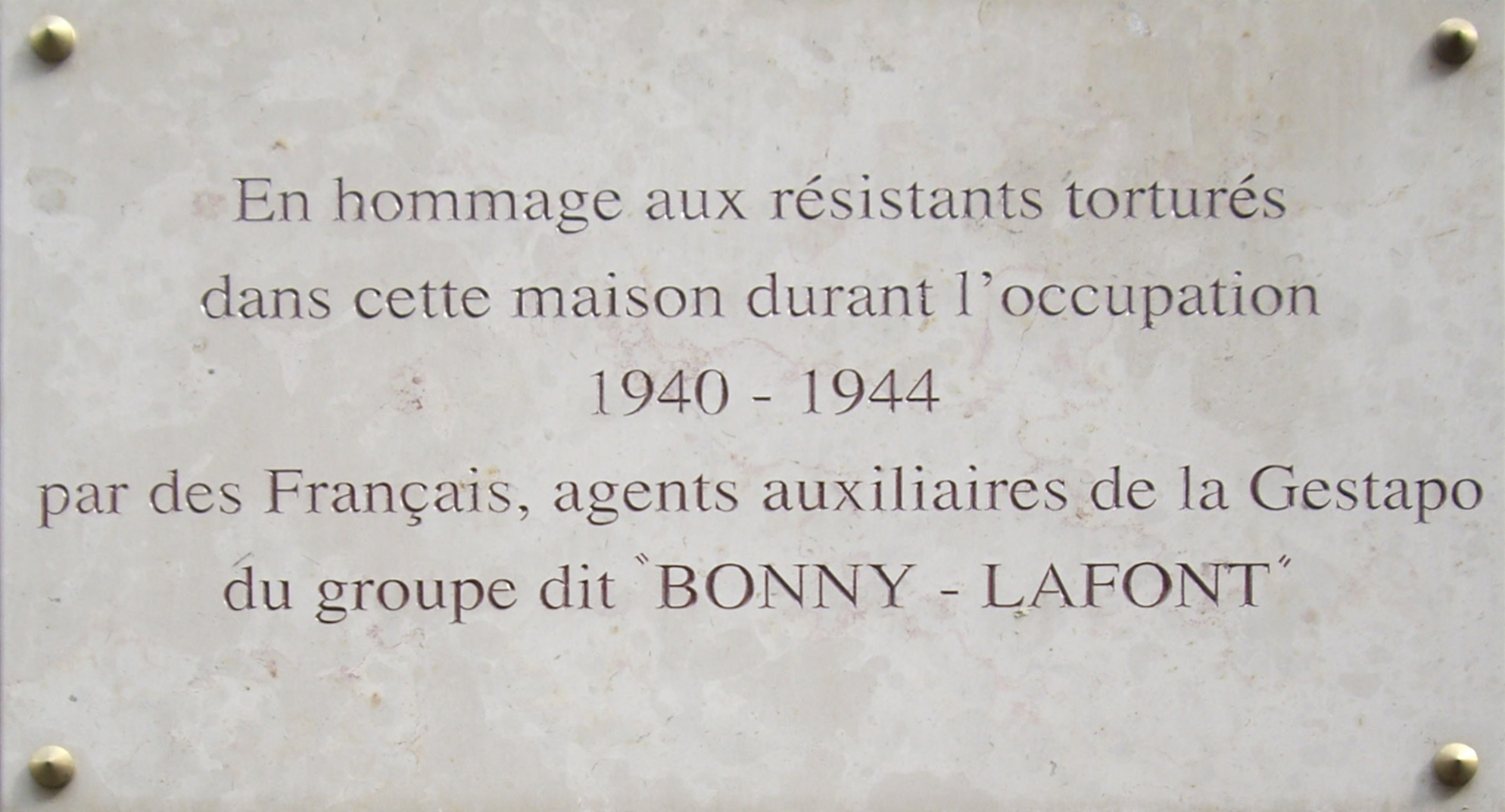
Plaque commémorative en hommage aux victimes de la Gestapo du groupe dit "Bonny-Lafont", apposée sur la façade du 93 rue Lauriston. Jugée parfois gênante pour les occupants contemporains de l'immeuble, elle est l'objet de brèves polémiques à la fin des années 2000.

Le parcours de Bonny, ou plutôt l'époque 1942-1944 auquel il est le plus souvent réduit, suscite de nombreuses interrogations chez ses biographes. Politiquement à gauche tout au long de sa carrière policière, ami de Jean Nocher, Pierre Bénard et Pol Ferjac, ainsi que de Lucien Vogel, présent au défilé de soutien au Front populaire du 24 mai 1936, il se rallie pourtant en 1942 à l'une des formes les plus radicales de la Collaboration, toutefois au moins aussi opportuniste, sinon plus, qu'idéologique, où l'on trouve pêle-mêle « des trafiquants de marché noir, des commerçants et des artisans ruinés par l'occupation, des hommes de la pègre, des détenus de droit commun libérés par les Allemands et aussitôt engagés à leur service, des chômeurs, des exaltés, des drogués, des prostituées, des médecins marron, des avocats véreux, des mouchards par vice ou par vocation, des maquereaux, des experts en objets d'art, des banquiers, des ouvriers et des patrons. »
Au-delà des lectures simplistes qui attribuent globalement cette fin à une sorte de tare initiale, Guy Penaud évoque en particulier, pour l'expliquer plus précisément, « sa révocation de la police qu'il jugeait anormale […] le sentiment d'avoir été lâché par ses amis politiques alors qu'il leur avait parfois rendu des services à la limite de la légalité […] la situation financière délicate dans laquelle s'était débattue sa famille après sa révocation [et] l'appât du gain facilement et illégalement obtenu (alors qu'il était encore en fonction, cet aspect de sa personnalité était déjà frappant). »
Pascal Ory estime par ailleurs que Lafont « offre à cet homme d'ordre l'occasion d'organiser à son gré une structure selon son cœur, en l'occurrence un service de police comme jamais certainement la Troisième République n'aurait pu lui en confier[réf. incomplète]. »
Enfin, le rôle de la séduction plus personnelle exercée par Henri Lafont sur Pierre Bonny est également relevé, tant par Guy Penaud que par son fils, bien que ce dernier démente l'existence de tout lien d'amitié entre les deux responsables de la rue Lauriston et s'attache à soutenir que leur relation ne fut que distante et formelle.

### Policier dans l'âme, mais vénal?

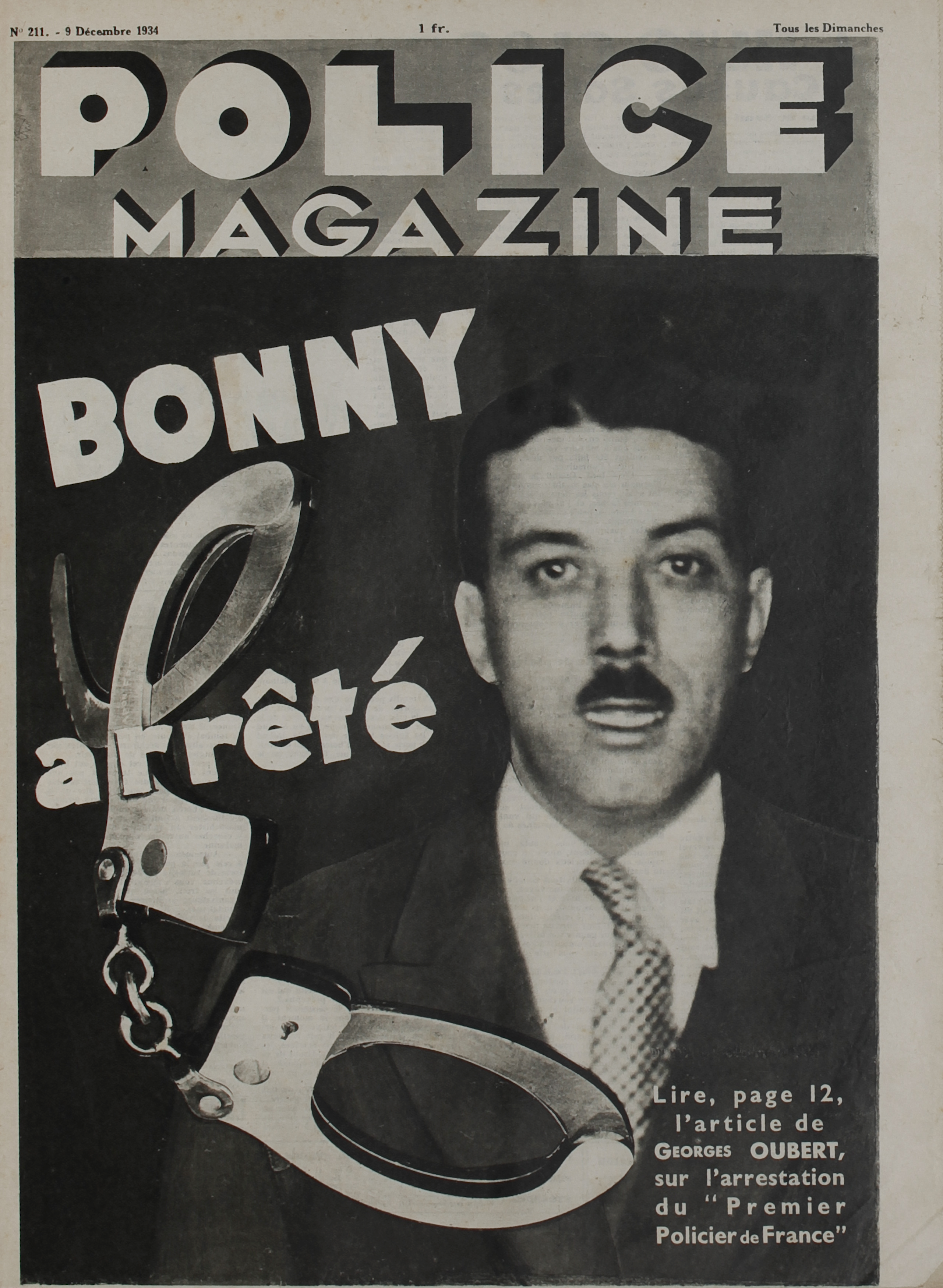
La première arrestation de Bonny en décembre 1934 fait la une de Police magazine.

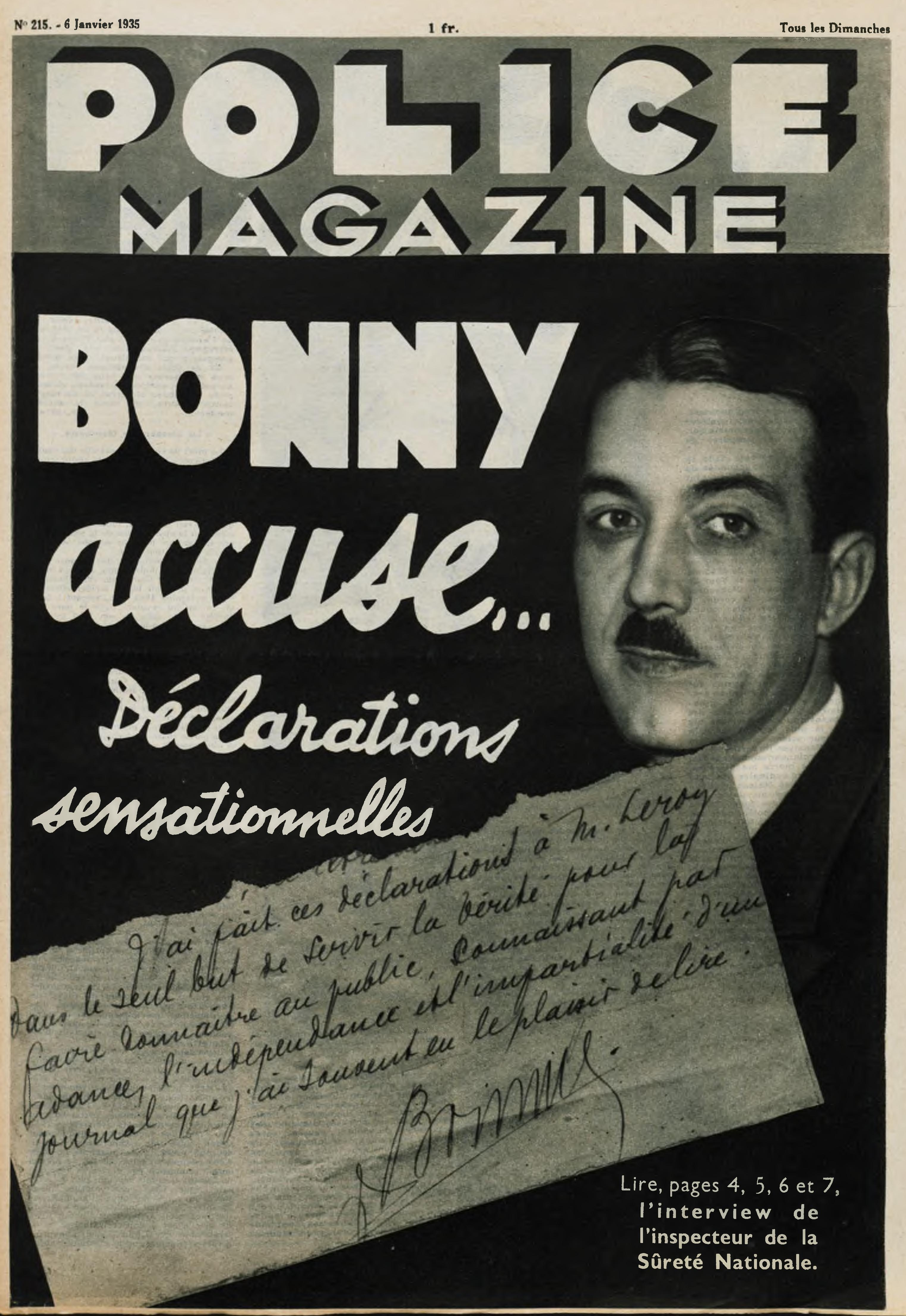
Pierre Bonny accuse à la une de Police Magazine, le 6 janvier 1935, alors qu'il est lui-même poursuivi d'extorsion de fonds et de corruption de fonctionnaire.

Ses qualités policières sont également questionnées ; enquêteur-né pour les uns, c'est un policier vénal, un « escroc », voire un « individu taré » pour les autres : « inspecteur audacieux et entreprenant, ayant de l'allant et de l'initiative, mais dont l'activité devait être étroitement surveillée… [et qui] n'inspirait pas un sentiment de sécurité absolue » selon son supérieur et ennemi, le préfet Jean Chiappe, il est jugé beaucoup plus sévèrement par l'un de ses collègues, le commissaire Clos, pour qui « Bonny ne fut jamais, comme le prétend la légende, un grand policier… Bonny a toujours eu une activité marginale, qui le mettait en contact avec le milieu, avec les truands et les trafiquants. Il a toujours eu un côté peu rassurant, équivoque, à la limite du policier marron. En revanche, il était précis, méticuleux, avec un sens administratif aigu. » De même, l'avocat et historien Pierre Cornut-Gentille rapporte que le supérieur hiérarchique de Bonny, Louis Ducloux, contrôleur général des Recherches judiciaires à la Sûreté générale, jugeait que « quand il s'intéressait à une affaire, on ne savait jamais si c'était pour le bien du service ou dans son intérêt propre. » Maurice Garçon suppose quant à lui qu'« il aurait pu réussir [dans la police] s'il n'avait été complètement dénué de scrupules et de moralité », tandis que les criminologues Alain Bauer et Christophe Soullez le qualifient abruptement d'« aussi intelligent que malsain. »
Jacques Bonny, qui dément cette image, lui oppose celle d'un père passionnément policier, certes ambitieux, parfois emporté par son élan et sa certitude d'avoir trouvé la bonne piste, mais avant tout homme rangé, entièrement dévoué à sa famille et finalement victime des circonstances.

L'historien Jean-Marc Berlière, spécialiste de l'histoire des polices françaises, relève que Bonny, avant tout, est un exemple des dangers auxquels est exposée la police politique – telle que la Sûreté générale – dont les membres, « chargés de missions bien particulières, plongés dans une ambiance délétère, […] peuvent céder à la tentation de profiter, pour leur propre compte, des secrets découverts », et nuance ces jugements contradictoires en écrivant que : 

« Le pouvoir que confèrent à certains policiers les missions dont on les charge, l'absence de contrôle réel, l'impunité et l'autonomie de fait dont ils jouissent peuvent provoquer chez de petits fonctionnaires médiocrement payés des vertiges particulièrement graves. Chantage, corruption, exactions font une litanie qui accompagne en permanence des hommes auxquels les dossiers qu'ils possèdent confèrent des pouvoirs considérables et dont une minorité de policiers peu scrupuleux a pu profiter dans des buts personnels. Le cas de l'inspecteur Bonny dans les années trente illustre à merveille ces dangers qui ne relèvent pas du seul fantasme. »

Pierre Bonny en donne lui-même une candide illustration en déclarant en janvier 1935, pour sa défense : 

« Un inspecteur de police qui part en mission touche 65 francs pour ses frais de nourriture et d'hôtel et de 8 à 19 francs pour ses frais d'enquête. Comment voulez-vous, avec une somme pareille, faire face aux dépenses multiples que nécessitent des recherches où il faut souvent évoluer dans des milieux coûteux ? Aussi arrive-t-il que des plaignants versent de l'argent pour que des enquêtes qui, normalement, sont longues, puissent être menées avec célérité. »

### L'homme de l'ombre et des affaires?

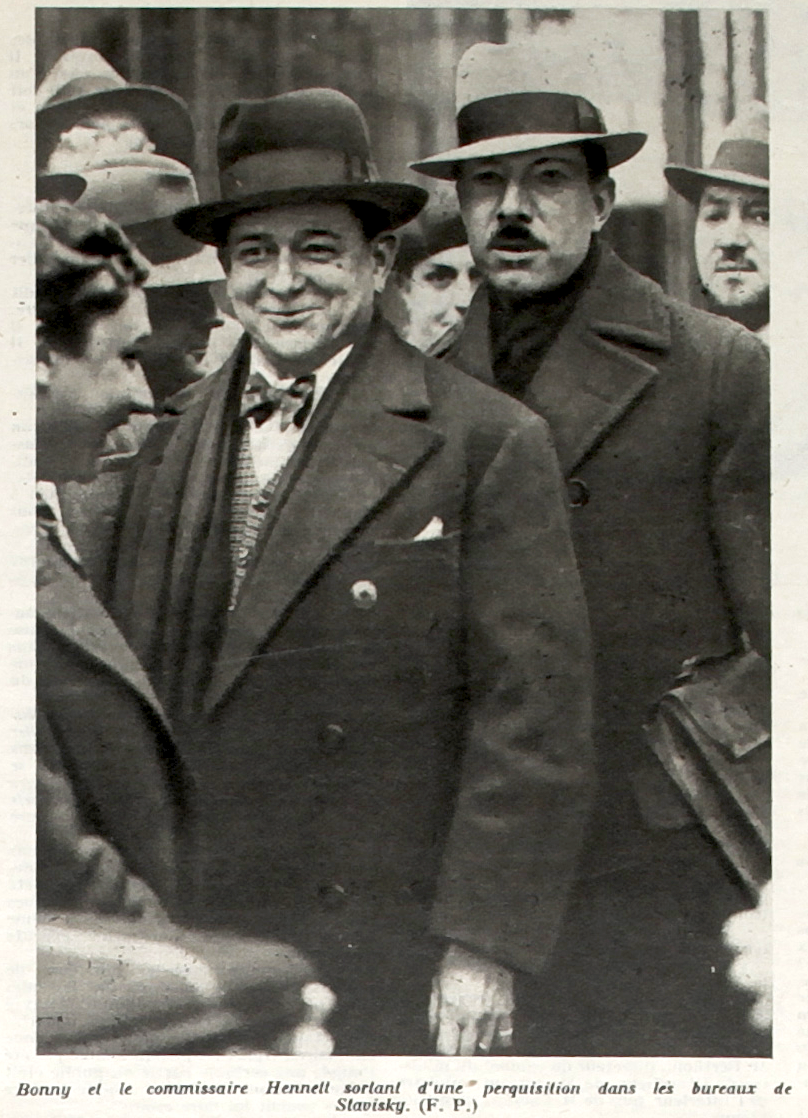
Le rôle de Bonny dans l'affaire Stavisky a alimenté toutes les rumeurs. Ici, Bonny et son supérieur, le commissaire John Hennet, entourés par une foule de journalistes et de badauds à la sortie d'une perquisition dans les bureaux de Stavisky, en janvier 1934.

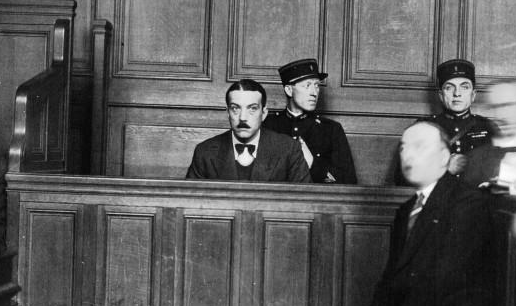
Pierre Bonny dans le box des accusés lors du procès Cotillon (8 au 20 octobre 1935).

Bonny est déjà, de son vivant, la cible de nombreux articles polémiques, dus pour une part seulement à la presse d'extrême droite, qui concourent à créer le mythe de l'homme de tous les complots. Cette image se perpétue après la seconde guerre mondiale aussi bien en France que dans la littérature anglo-saxonne. Comme le souligne Guy Penaud : « tous les ouvrages historiques ou biographiques, qui ont évoqué les années troublées de la fin de la IIIe République et de l'Occupation ou qui ont eu pour thèmes la police, la politique ou les affaires judiciaires mentionnent Pierre Bonny et son implication dans de nombreux faits divers. »
« Représentatif de tous les fantasmes et les peurs des Français concernant la police française » pour l'historien britannique Malcolm Anderson, Pierre Bonny a depuis fait l'objet d'une abondante littérature souvent journalistique ou polémiste plus qu'historienne qui a entretenu l'image de l'exécuteur des basses œuvres du régime, véritable « préposé aux affaires les plus sombres de la période » ou même « tueur politique du régime ». Il aurait ainsi été tour à tour l'instigateur de la machination policière contre Seznec, voire le complice du meurtre de Pierre Quéméneur, « l'homme-lige » de Stavisky, à moins qu'il n'ait été son assassin, le maquilleur des fameux talons de chèque ou celui qui en aurait détourné une partie, le dissimulateur des preuves contre les radicaux alors au pouvoir, l'organisateur de l'assassinat du conseiller Prince ou encore celui qui permit d'étouffer toute l'affaire. Mais on en fait tout aussi bien un membre ou un complice de la Cagoule, voire un agent provocateur à cette occasion, et enfin, sous la plume d'un journaliste « réinterprétant à son tour l'histoire de la Troisième République comme celle d'un long complot des Loges » sous l'Occupation, un séide du « complot maçonnique », tandis que Pierre Chevalier, dans sa monumentale Histoire de la Franc-Maçonnerie française, laisse planer le doute à son sujet. Edmond de Fels, dans une lettre satirique publiée en 1936, résume ainsi la question : 

« Nous avions délégué à la Présidence du Conseil [Camille Chautemps] ce grand franc-maçon, seul assez courageux et assez habile pour étouffer l'affaire [Stavisky] et sauver quelques collaborateurs, des Dubarry, des Bonny et autres dont le concours est indispensable à qui sait gouverner. Je pense que tu tiens compte à Chautemps de la froide résolution avec laquelle il a utilisé ces comparses sans lesquels nous n'aurions obtenu ni les subsides de Stavisky ni assuré notre triomphe aux élections de 1932. »

L'historien Michel Pierre s'interroge sur cette image, soulignant à propos de l'affaire Seznec que : 

« [S'il] est certain que ce policier brillant a pour le moins mal tourné […] chacun est-il à ce point prédestiné qu'être un collaborateur de la pire espèce pendant l'Occupation signifie qu'on était déjà une crapule vingt ans plus tôt ? »

#### Archives judiciaires, mémoires et évocations littéraires

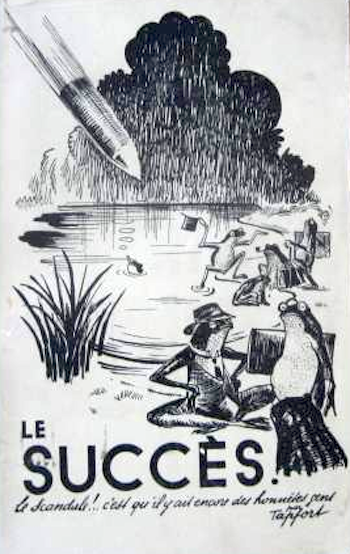
Bonny est caricaturé en 1935 sous les traits du policier maître-chanteur Rossard dans un ouvrage satirique, Le succès. Le scandale!… C'est qu'il y ait encore des honnêtes gens, qui dénonce la main-mise des Tripotards sur la nation d'Ausitanie.

### Une abondante postérité littéraire

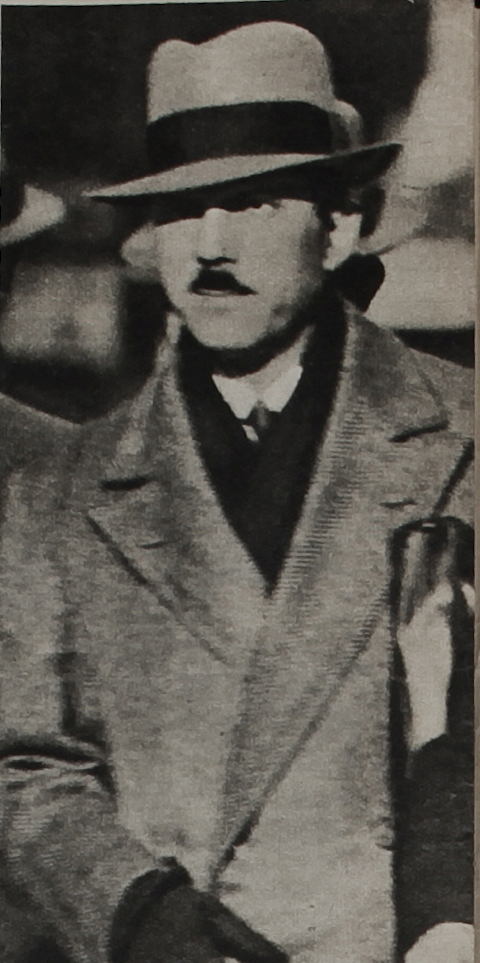
L'inspecteur Bonny tel que la presse des années 1930 en a fixé l'image pour la postérité,.

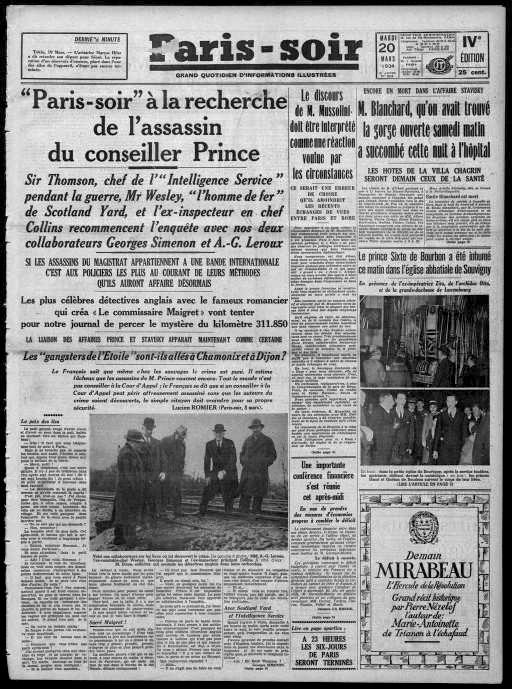
Les souvenirs de Simenon sur Bonny sont indissociables de son expérience malheureuse de la presse dans les années 1930, conséquence de cette une de Paris-Soir où on lit notamment en titre : Paris-Soir à la recherche de l'assassin du conseiller Prince […] Les plus célèbres détectives anglais avec le fameux romancier qui créa "le commissaire Maigret" vont tenter pour notre journal de percer le mystère du kilomètre 311.850.

Le fils de Pierre Bonny, Jacques Bonny, publie en 1975, avec l'aide du journaliste Pierre Demaret, une biographie de son père : Mon père l'inspecteur Bonny, appuyée sur les archives familiales et ses souvenirs personnels. Sous couvert d'une enquête qui se présente comme sans indulgence, ce « récit justificatif » vise à réhabiliter le personnage, en adoptant les formes plus que le fond d'une démarche historienne. L'ancien policier devenu historien Guy Penaud s'en est tenu, pour sa part, à une approche strictement balisée par les sources écrites, judiciaires et policières, dans L'inspecteur Pierre Bonny. Le policier déchu de la « gestapo française » du 93, rue Lauriston (2011).
Outre la biographie de référence due à Guy Penaud, Bonny est l'objet de plusieurs autres publications historiennes ou parfois journalistiques, le plus souvent limitées cependant à la période de la rue Lauriston : Tu trahiras sans vergogne de Philippe Aziz (1973), un article de Jacques Delarue en 1985, puis Les Belles Années du « milieu » de Grégory Auda (2002) ou encore La bande Bonny-Lafont, de Serge Jacquemard (2014).

Parmi ses contemporains, le souvenir de Pierre Bonny est principalement abordé par Joseph Kessel dans Stavisky, L'homme que j'ai connu en 1934 et Auguste Le Breton dans 2 sous d'amour. Simenon, que Bonny qualifie de « romancier en mal de pittoresque et qui ne [connaît] le "milieu" que par la littérature », est engagé par le quotidien Paris-Soir en 1934 pour enquêter sur l'affaire Prince ; manipulé par Gaëtan de Lussats, il finit par entrer en conflit avec Bonny à la suite d'une série d'articles où il met en cause, sur la foi de sources fantaisistes, différents malfrats marseillais, et devient alors la risée de la presse. Il revient à sa manière sur cet épisode dans ses mémoires, où il affirme : 

« Un homme, que le ministre de la Justice crédule et bon enfant avait sacré publiquement "premier policier de France", m'a poursuivi après avoir annoncé qu'il me ferait la peau. J'ai dû changer d'hôtel, car il se tenait en permanence près de la sortie de celui que j'occupais aux Champs-Élysées, et j'ai utilisé le monte-charge comme, un peu plus tard, pour monter à l'appartement que j'avais loué au George-V.
Toujours est-il que ce "premier policier de France", en réalité aux ordres de Stavisky, chargé de brouiller les pistes, et que j'avais accusé, non sans preuves, me valut d'interrompre mon enquête pour aller faire le tour du monde. »

Bonny apparaît enfin plus fugitivement dans les mémoires de divers acteurs ou simples spectateurs de l'époque, d'André Tardieu à Simone de Beauvoir en passant par Henry Lémery et Xavier Vallat.
Son personnage a été évoqué plus littérairement par Alphonse Boudard dans Les Matadors en 1966, puis dans Madame de… Saint Sulpice en 1996 ainsi que dans L'Étrange Monsieur Joseph en 1998 ; c'est encore le cas par Patrick Modiano dans La Place de l'Étoile en 1968 et — à travers le personnage de Pierre Philibert — dans La Ronde de nuit en 1969, puis par Roger Peyrefitte dans Manouche en 1972 et encore par Frédéric H. Fajardie dans son anthologie Romans noirs en 2006.
Bonny apparaît encore dans la bande dessinée avec le premier tome de la Série Seznec, Malheur à vous, jurés bretons ! d'Éric Le Berre, Pascal Bresson et Guy Michel, ainsi que dans la série Il était une fois en France de Fabien Nury et Sylvain Vallée, consacrée à Joseph Joanovici. Il est évoqué également dans le livre de jeunesse avec le Guillaume Seznec : Une vie retrouvée de Pascal Bresson préfacé par Denis Seznec.

#### Autres publications mentionnant Pierre Bonny

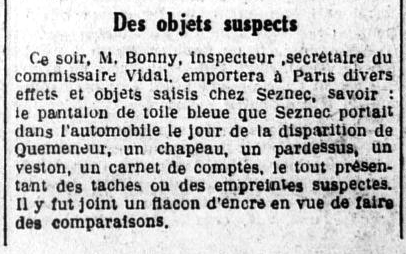
Comme en témoigne cette bibliographie, une large part de la littérature des années 1970-2000 sur Pierre Bonny touche à l'affaire Seznec. Le débat tourne autour du rôle de Bonny dans celle-ci, décisif selon les uns, marginal selon les autres. Mais si les sources de presse des années 1923-1924 le mentionnent à cette occasion, ce n'est, comme dans cet exemple, que pour des actions de peu d'importance dans la marche de l'enquête.

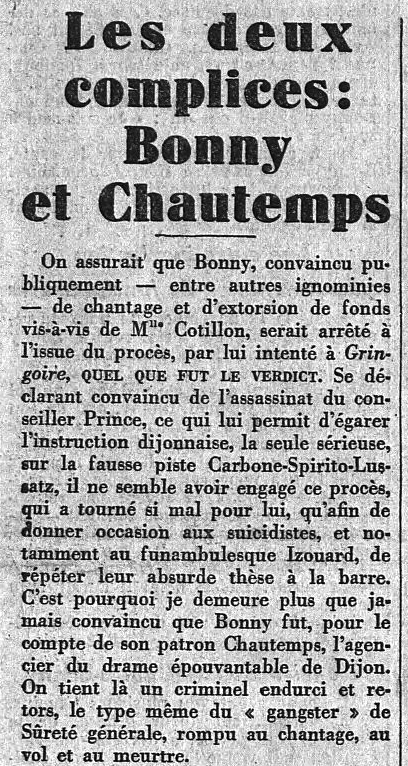
Autre thème clé des ouvrages consacrés à Bonny : l'affaire Stavisky. Les historiens jugent aujourd'hui peu probable cependant que Bonny soit, comme l'affirmait Léon Daudet dans cet article titré, tout à la fois le complice de Stavisky et le responsable de la mort du magistrat Prince pour le compte du président du Conseil, Camille Chautemps.

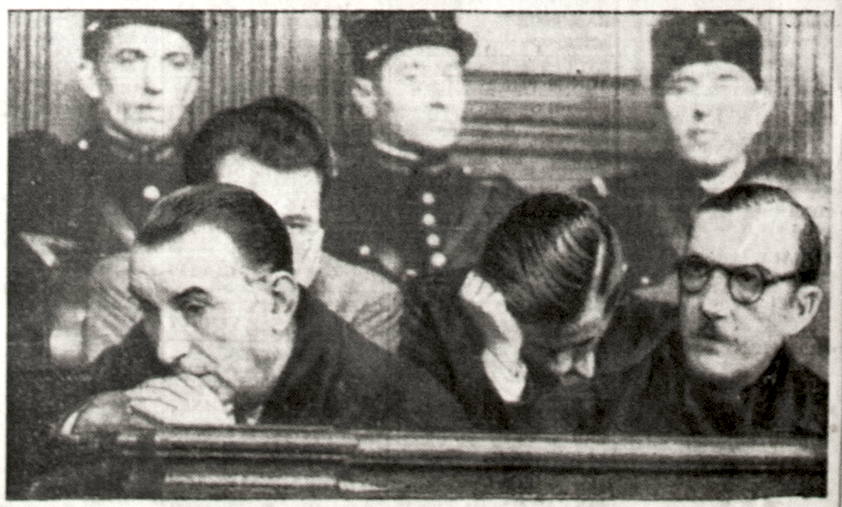
Dernier thème majeur des écrits consacrés à Bonny : la collaboration et son rôle incontesté dans la Gestapo française de la rue Lauriston. Celui-ci lui vaut sa condamnation à la peine de mort et, ici, sa dernière image connue, aux côtés d'Henri Lafont, lors de l'énoncé du verdict par la Cour de justice de la Seine, le 11 décembre 1944.

## Filmographie

### Cinéma
- 1947 : Le Dessous des cartes d'André Cayatte, Nansen, par Paul Meurisse[161].
- 1963 : Carambolages de Marcel Bluwal. Dans cette comédie,le personnage de l'Inspecteur Boudy (interprété par Michel Serrault) est clairement inspiré par Pierre Bonny. Long manteau en cuir noir, petite moustache, ordres en allemand, mention avec fierté de la rue Lauriston et des capacités du personnage d'utiliser des tortures pour obtenir des aveux vrais ou faux.
- 1974 : Stavisky d'Alain Resnais : Claude Rich. Bonny est dépeint comme un intrigant qui se sert de son enquête sur Stavisky pour obtenir des moyens de chantage : « si la droite revient au pouvoir, le dossier Alexandre permet de mettre en cause les radicaux-socialistes. Par contre, si les radicaux restent en place, le directeur de la Sûreté et le préfet de police n'ont qu'à bien se tenir. Je peux les faire sauter : ils sont mouillés jusqu'au cou. Tu vois, je fais comme Alexandre : je joue sur les deux tableaux[Note 138],[Note 139]. »
- 1976 : Le Bon et les méchants de Claude Lelouch, joué par Stéphane Bouy, où il fait figure de « tête pensante » de la bande de la rue Lauriston[178],
- 1978 : One, Two, Two : 122, rue de Provence de Christian Gion : Jean-François Dupas

### Télévision
- 1993 : L'affaire Seznec d'Yves Boisset, Maxime Leroux, qui soutient la thèse de la responsabilité de Bonny[Note 140]
- 2004 : 93, rue Lauriston de Denys Granier-Deferre, Christian Charmetant[175],[Note 141].
- 2016 : Stavisky, l'escroc du siècle de Claude-Michel Rome, Francis Renaud

### Documentaires
- 1967 : 5 colonnes à la une, de Frédéric Pottecher, consacré à l'affaire Seznec,
- 1975 : Alain Decaux raconte pr Alain Decaux dans l'affaire Prince
- 1978 : De mémoire d'homme, par Pierre Bellemare consacré à l'affaire Seznec[Note 142].

### Bibliographie principale

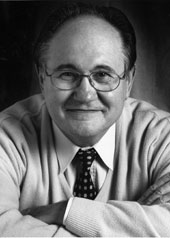
Guy Penaud, auteur d'une biographie de référence de Pierre Bonny.